# Lista de asteroides (494001-495000)
Esta é uma lista parcial de asteroides, do asteroide número 494001 até o 495000, inclusive. Veja também o índice com todas as listas disponíveis.

| Objeto Próximos à Terra | Cinturão de asteroides (interno) | Cinturão de asteroides (externo) | Centauro       |
| Cruzador de Marte       | Cinturão de asteroides (meio)    | Troianos de Júpiter              | Transnetuniano |

Veja mais dados de cada asteroide na ligação externa para o Minor Planet Center na última coluna.
Índice: 494001... 494101... 494201... 494301... 494401... 494501... 494601... 494701... 494801... 494901... 

## 494001–494100
| Designação | Designação | Descoberta  | Descoberta   | Descobridor(es)     | Categoria | Mais informações / Referência |
| Permanente | Provisória | Data        | Local        | Descobridor(es)     | Categoria | Mais informações / Referência |
| ---------- | ---------- | ----------- | ------------ | ------------------- | --------- | ----------------------------- |
| 494001     | 2016 AB111 | 30 jan 2011 | Haleakala    | Pan-STARRS          | —         | MPC                           |
| 494002     | 2016 AF111 | 11 set 2010 | Mount Lemmon | Mount Lemmon Survey | —         | MPC                           |
| 494003     | 2016 AS111 | 5 out 2004  | Kitt Peak    | Spacewatch          | —         | MPC                           |
| 494004     | 2016 AX112 | 2 abr 2011  | Mount Lemmon | Mount Lemmon Survey | —         | MPC                           |
| 494005     | 2016 AZ112 | 14 fev 2008 | Mount Lemmon | Mount Lemmon Survey | —         | MPC                           |
| 494006     | 2016 AD113 | 26 nov 2003 | Kitt Peak    | Spacewatch          | —         | MPC                           |
| 494007     | 2016 AW113 | 15 dez 2004 | Kitt Peak    | Spacewatch          | —         | MPC                           |
| 494008     | 2016 AN114 | 19 jan 2008 | Mount Lemmon | Mount Lemmon Survey | —         | MPC                           |
| 494009     | 2016 AU115 | 27 fev 2010 | WISE         | WISE                | —         | MPC                           |
| 494010     | 2016 AZ118 | 8 abr 2010  | WISE         | WISE                | —         | MPC                           |
| 494011     | 2016 AJ121 | 8 dez 2005  | Kitt Peak    | Spacewatch          | —         | MPC                           |
| 494012     | 2016 AT121 | 20 set 2014 | Haleakala    | Pan-STARRS          | —         | MPC                           |
| 494013     | 2016 AR122 | 9 abr 2010  | WISE         | WISE                | —         | MPC                           |
| 494014     | 2016 AV139 | 10 dez 2009 | Mount Lemmon | Mount Lemmon Survey | —         | MPC                           |
| 494015     | 2016 AK143 | 28 out 2008 | Mount Lemmon | Mount Lemmon Survey | —         | MPC                           |
| 494016     | 2016 AU146 | 21 set 2009 | Mount Lemmon | Mount Lemmon Survey | —         | MPC                           |
| 494017     | 2016 AA147 | 11 mar 2011 | Mount Lemmon | Mount Lemmon Survey | —         | MPC                           |
| 494018     | 2016 AJ154 | 13 mar 2011 | Catalina     | CSS                 | —         | MPC                           |
| 494019     | 2016 AB155 | 15 mar 2007 | Kitt Peak    | Spacewatch          | —         | MPC                           |
| 494020     | 2016 AK155 | 19 nov 2003 | Kitt Peak    | Spacewatch          | —         | MPC                           |
| 494021     | 2016 AR157 | 16 out 2009 | Catalina     | CSS                 | —         | MPC                           |
| 494022     | 2016 AU166 | 1 mai 2000  | Kitt Peak    | Spacewatch          | —         | MPC                           |
| 494023     | 2016 AW167 | 27 set 2013 | Haleakala    | Pan-STARRS          | —         | MPC                           |
| 494024     | 2016 AY171 | 13 mar 2011 | Mount Lemmon | Mount Lemmon Survey | —         | MPC                           |
| 494025     | 2016 AQ172 | 1 abr 2010  | WISE         | WISE                | —         | MPC                           |
| 494026     | 2016 AU173 | 16 mar 2012 | Mount Lemmon | Mount Lemmon Survey | —         | MPC                           |
| 494027     | 2016 AE174 | 7 abr 2013  | Kitt Peak    | Spacewatch          | —         | MPC                           |
| 494028     | 2016 AU174 | 21 out 1995 | Kitt Peak    | Spacewatch          | —         | MPC                           |
| 494029     | 2016 AO175 | 30 set 2010 | Mount Lemmon | Mount Lemmon Survey | —         | MPC                           |
| 494030     | 2016 AP184 | 13 out 2010 | Mount Lemmon | Mount Lemmon Survey | —         | MPC                           |
| 494031     | 2016 AY184 | 15 dez 2006 | Kitt Peak    | Spacewatch          | —         | MPC                           |
| 494032     | 2016 AJ185 | 30 jan 2012 | Kitt Peak    | Spacewatch          | —         | MPC                           |
| 494033     | 2016 AM187 | 18 nov 2003 | Kitt Peak    | Spacewatch          | —         | MPC                           |
| 494034     | 2016 AN192 | 27 out 2014 | Haleakala    | Pan-STARRS          | —         | MPC                           |
| 494035     | 2016 BX1   | 6 nov 2010  | Mount Lemmon | Mount Lemmon Survey | —         | MPC                           |
| 494036     | 2016 BW2   | 27 set 2009 | Mount Lemmon | Mount Lemmon Survey | —         | MPC                           |
| 494037     | 2016 BD5   | 18 dez 2004 | Mount Lemmon | Mount Lemmon Survey | —         | MPC                           |
| 494038     | 2016 BO16  | 1 nov 2005  | Mount Lemmon | Mount Lemmon Survey | —         | MPC                           |
| 494039     | 2016 BL17  | 23 out 2006 | Mount Lemmon | Mount Lemmon Survey | —         | MPC                           |
| 494040     | 2016 BQ17  | 15 mar 2010 | WISE         | WISE                | —         | MPC                           |
| 494041     | 2016 BA19  | 1 jul 2013  | Haleakala    | Pan-STARRS          | —         | MPC                           |
| 494042     | 2016 BC21  | 28 set 2000 | Kitt Peak    | Spacewatch          | Themis    | MPC                           |
| 494043     | 2016 BU23  | 27 abr 2012 | Kitt Peak    | Spacewatch          | —         | MPC                           |
| 494044     | 2016 BG25  | 18 jul 2013 | Haleakala    | Pan-STARRS          | —         | MPC                           |
| 494045     | 2016 BC30  | 26 ago 2013 | Haleakala    | Pan-STARRS          | —         | MPC                           |
| 494046     | 2016 BJ30  | 14 jan 2011 | Kitt Peak    | Spacewatch          | —         | MPC                           |
| 494047     | 2016 BT30  | 23 mar 2006 | Kitt Peak    | Spacewatch          | —         | MPC                           |
| 494048     | 2016 BU31  | 22 out 2009 | Mount Lemmon | Mount Lemmon Survey | —         | MPC                           |
| 494049     | 2016 BA33  | 30 out 2005 | Mount Lemmon | Mount Lemmon Survey | —         | MPC                           |
| 494050     | 2016 BR33  | 15 dez 2006 | Kitt Peak    | Spacewatch          | —         | MPC                           |
| 494051     | 2016 BN35  | 3 nov 2010  | Kitt Peak    | Spacewatch          | Eos       | MPC                           |
| 494052     | 2016 BO36  | 18 dez 2009 | Kitt Peak    | Spacewatch          | —         | MPC                           |
| 494053     | 2016 BF37  | 26 mar 2011 | Mount Lemmon | Mount Lemmon Survey | Brangane  | MPC                           |
| 494054     | 2016 BO44  | 9 nov 1999  | Socorro      | LINEAR              | —         | MPC                           |
| 494055     | 2016 BT48  | 1 nov 2005  | Mount Lemmon | Mount Lemmon Survey | —         | MPC                           |
| 494056     | 2016 BA50  | 13 dez 2006 | Kitt Peak    | Spacewatch          | —         | MPC                           |
| 494057     | 2016 BW51  | 30 jan 2011 | Haleakala    | Pan-STARRS          | —         | MPC                           |
| 494058     | 2016 BG53  | 10 mar 2005 | Mount Lemmon | Mount Lemmon Survey | —         | MPC                           |
| 494059     | 2016 BC54  | 12 fev 2010 | WISE         | WISE                | —         | MPC                           |
| 494060     | 2016 BT55  | 28 out 2014 | Haleakala    | Pan-STARRS          | —         | MPC                           |
| 494061     | 2016 BU55  | 10 fev 2011 | Mount Lemmon | Mount Lemmon Survey | —         | MPC                           |
| 494062     | 2016 BX56  | 7 ago 2008  | Kitt Peak    | Spacewatch          | —         | MPC                           |
| 494063     | 2016 BL60  | 25 out 2005 | Kitt Peak    | Spacewatch          | —         | MPC                           |
| 494064     | 2016 BQ60  | 2 mar 2009  | Kitt Peak    | Spacewatch          | —         | MPC                           |
| 494065     | 2016 BK64  | 5 set 1999  | Kitt Peak    | Spacewatch          | —         | MPC                           |
| 494066     | 2016 BN65  | 15 jul 2013 | Haleakala    | Pan-STARRS          | —         | MPC                           |
| 494067     | 2016 BF67  | 27 mar 2012 | Mount Lemmon | Mount Lemmon Survey | —         | MPC                           |
| 494068     | 2016 BU67  | 22 set 2006 | Catalina     | CSS                 | —         | MPC                           |
| 494069     | 2016 BZ67  | 16 set 2014 | Haleakala    | Pan-STARRS          | —         | MPC                           |
| 494070     | 2016 BE68  | 7 abr 2006  | Kitt Peak    | Spacewatch          | —         | MPC                           |
| 494071     | 2016 BK69  | 16 dez 2009 | Mount Lemmon | Mount Lemmon Survey | —         | MPC                           |
| 494072     | 2016 BW70  | 2 abr 2010  | WISE         | WISE                | —         | MPC                           |
| 494073     | 2016 BZ70  | 16 fev 2012 | Haleakala    | Pan-STARRS          | —         | MPC                           |
| 494074     | 2016 BC71  | 7 jan 2010  | Kitt Peak    | Spacewatch          | —         | MPC                           |
| 494075     | 2016 BV71  | 3 set 2013  | Haleakala    | Pan-STARRS          | —         | MPC                           |
| 494076     | 2016 BK72  | 1 out 2008  | Kitt Peak    | Spacewatch          | —         | MPC                           |
| 494077     | 2016 BL72  | 18 ago 2009 | Kitt Peak    | Spacewatch          | —         | MPC                           |
| 494078     | 2016 BB74  | 9 fev 2005  | Kitt Peak    | Spacewatch          | —         | MPC                           |
| 494079     | 2016 BY75  | 18 dez 2009 | Kitt Peak    | Spacewatch          | —         | MPC                           |
| 494080     | 2016 BY76  | 11 out 1977 | Palomar      | PLS                 | —         | MPC                           |
| 494081     | 2016 BC81  | 1 fev 2005  | Kitt Peak    | Spacewatch          | —         | MPC                           |
| 494082     | 2016 CX    | 15 ago 2013 | Haleakala    | Pan-STARRS          | —         | MPC                           |
| 494083     | 2016 CJ2   | 17 fev 2007 | Kitt Peak    | Spacewatch          | —         | MPC                           |
| 494084     | 2016 CU2   | 9 mar 2005  | Mount Lemmon | Mount Lemmon Survey | —         | MPC                           |
| 494085     | 2016 CK9   | 7 fev 1999  | Kitt Peak    | Spacewatch          | —         | MPC                           |
| 494086     | 2016 CF11  | 24 fev 2006 | Kitt Peak    | Spacewatch          | —         | MPC                           |
| 494087     | 2016 CU13  | 3 set 2007  | Catalina     | CSS                 | —         | MPC                           |
| 494088     | 2016 CR14  | 12 out 2009 | Mount Lemmon | Mount Lemmon Survey | —         | MPC                           |
| 494089     | 2016 CP15  | 28 out 2005 | Mount Lemmon | Mount Lemmon Survey | —         | MPC                           |
| 494090     | 2016 CA17  | 9 out 2008  | Mount Lemmon | Mount Lemmon Survey | Brangane  | MPC                           |
| 494091     | 2016 CE17  | 10 out 2004 | Kitt Peak    | Spacewatch          | —         | MPC                           |
| 494092     | 2016 CW21  | 26 fev 2007 | Mount Lemmon | Mount Lemmon Survey | —         | MPC                           |
| 494093     | 2016 CU23  | 21 set 2003 | Kitt Peak    | Spacewatch          | —         | MPC                           |
| 494094     | 2016 CH26  | 12 mar 2011 | Mount Lemmon | Mount Lemmon Survey | —         | MPC                           |
| 494095     | 2016 CW33  | 15 jan 2005 | Kitt Peak    | Spacewatch          | —         | MPC                           |
| 494096     | 2016 CL35  | 11 nov 2009 | Mount Lemmon | Mount Lemmon Survey | —         | MPC                           |
| 494097     | 2016 CG36  | 26 jan 2006 | Kitt Peak    | Spacewatch          | —         | MPC                           |
| 494098     | 2016 CN36  | 9 fev 2010  | Mount Lemmon | Mount Lemmon Survey | —         | MPC                           |
| 494099     | 2016 CL37  | 18 nov 2003 | Kitt Peak    | Spacewatch          | —         | MPC                           |
| 494100     | 2016 CK38  | 4 out 1999  | Kitt Peak    | Spacewatch          | —         | MPC                           |

## 494101–494200
| Designação | Designação | Descoberta  | Descoberta   | Descobridor(es)     | Categoria | Mais informações / Referência |
| Permanente | Provisória | Data        | Local        | Descobridor(es)     | Categoria | Mais informações / Referência |
| ---------- | ---------- | ----------- | ------------ | ------------------- | --------- | ----------------------------- |
| 494101     | 2016 CH39  | 25 fev 2011 | Mount Lemmon | Mount Lemmon Survey | —         | MPC                           |
| 494102     | 2016 CE40  | 25 nov 2005 | Mount Lemmon | Mount Lemmon Survey | Themis    | MPC                           |
| 494103     | 2016 CL40  | 21 jan 2006 | Kitt Peak    | Spacewatch          | —         | MPC                           |
| 494104     | 2016 CN40  | 26 jan 2006 | Mount Lemmon | Mount Lemmon Survey | —         | MPC                           |
| 494105     | 2016 CT40  | 26 jan 2007 | Kitt Peak    | Spacewatch          | —         | MPC                           |
| 494106     | 2016 CB42  | 13 dez 2004 | Kitt Peak    | Spacewatch          | —         | MPC                           |
| 494107     | 2016 CE44  | 28 out 2005 | Kitt Peak    | Spacewatch          | —         | MPC                           |
| 494108     | 2016 CP45  | 8 nov 2009  | Mount Lemmon | Mount Lemmon Survey | —         | MPC                           |
| 494109     | 2016 CH48  | 5 set 2007  | Catalina     | CSS                 | —         | MPC                           |
| 494110     | 2016 CT50  | 2 mar 2011  | Kitt Peak    | Spacewatch          | —         | MPC                           |
| 494111     | 2016 CK58  | 19 jan 1994 | Kitt Peak    | Spacewatch          | Brangane  | MPC                           |
| 494112     | 2016 CY71  | 23 out 2014 | Mount Lemmon | Mount Lemmon Survey | —         | MPC                           |
| 494113     | 2016 CM75  | 27 set 2003 | Kitt Peak    | Spacewatch          | —         | MPC                           |
| 494114     | 2016 CP94  | 1 mar 2012  | Mount Lemmon | Mount Lemmon Survey | Phocaea   | MPC                           |
| 494115     | 2016 CG105 | 22 set 2014 | Haleakala    | Pan-STARRS          | —         | MPC                           |
| 494116     | 2016 CL105 | 29 jul 2009 | Kitt Peak    | Spacewatch          | —         | MPC                           |
| 494117     | 2016 CD108 | 6 mai 2006  | Mount Lemmon | Mount Lemmon Survey | —         | MPC                           |
| 494118     | 2016 CL109 | 29 jul 2008 | Mount Lemmon | Mount Lemmon Survey | —         | MPC                           |
| 494119     | 2016 CO113 | 26 ago 2013 | Haleakala    | Pan-STARRS          | —         | MPC                           |
| 494120     | 2016 CJ115 | 10 set 2013 | Haleakala    | Pan-STARRS          | Brangane  | MPC                           |
| 494121     | 2016 CE126 | 23 ago 2014 | Haleakala    | Pan-STARRS          | —         | MPC                           |
| 494122     | 2016 CK126 | 30 jan 2011 | Haleakala    | Pan-STARRS          | —         | MPC                           |
| 494123     | 2016 CL138 | 17 out 2010 | Catalina     | CSS                 | —         | MPC                           |
| 494124     | 2016 CH140 | 16 mai 2012 | Mount Lemmon | Mount Lemmon Survey | Brangane  | MPC                           |
| 494125     | 2016 CM145 | 30 jan 2006 | Kitt Peak    | Spacewatch          | —         | MPC                           |
| 494126     | 2016 CP148 | 23 out 2003 | Kitt Peak    | Spacewatch          | —         | MPC                           |
| 494127     | 2016 CN153 | 19 dez 2004 | Mount Lemmon | Mount Lemmon Survey | —         | MPC                           |
| 494128     | 2016 CW153 | 12 jan 2002 | Kitt Peak    | Spacewatch          | —         | MPC                           |
| 494129     | 2016 CK158 | 4 mar 2005  | Mount Lemmon | Mount Lemmon Survey | —         | MPC                           |
| 494130     | 2016 CJ166 | 4 fev 2011  | Haleakala    | Pan-STARRS          | Brangane  | MPC                           |
| 494131     | 2016 CM171 | 12 dez 2004 | Kitt Peak    | Spacewatch          | —         | MPC                           |
| 494132     | 2016 CB172 | 28 jan 2011 | Mount Lemmon | Mount Lemmon Survey | —         | MPC                           |
| 494133     | 2016 CP180 | 17 nov 2014 | Mount Lemmon | Mount Lemmon Survey | —         | MPC                           |
| 494134     | 2016 CA182 | 15 mai 2012 | Mount Lemmon | Mount Lemmon Survey | Brangane  | MPC                           |
| 494135     | 2016 CP185 | 19 abr 2006 | Kitt Peak    | Spacewatch          | —         | MPC                           |
| 494136     | 2016 CZ187 | 19 mai 2012 | Haleakala    | Pan-STARRS          | Brangane  | MPC                           |
| 494137     | 2016 CP188 | 9 jan 2002  | Socorro      | LINEAR              | —         | MPC                           |
| 494138     | 2016 CJ198 | 14 jun 2012 | Mount Lemmon | Mount Lemmon Survey | —         | MPC                           |
| 494139     | 2016 CD199 | 13 mar 2010 | WISE         | WISE                | Brangane  | MPC                           |
| 494140     | 2016 CW199 | 19 nov 2003 | Kitt Peak    | Spacewatch          | —         | MPC                           |
| 494141     | 2016 CR201 | 25 out 2014 | Mount Lemmon | Mount Lemmon Survey | —         | MPC                           |
| 494142     | 2016 CR202 | 21 nov 2014 | Haleakala    | Pan-STARRS          | —         | MPC                           |
| 494143     | 2016 CN208 | 8 fev 2007  | Kitt Peak    | Spacewatch          | —         | MPC                           |
| 494144     | 2016 CA215 | 21 jun 2007 | Mount Lemmon | Mount Lemmon Survey | —         | MPC                           |
| 494145     | 2016 CZ218 | 21 fev 2006 | Mount Lemmon | Mount Lemmon Survey | —         | MPC                           |
| 494146     | 2016 CM219 | 8 mar 2005  | Mount Lemmon | Mount Lemmon Survey | —         | MPC                           |
| 494147     | 2016 CQ238 | 6 out 2008  | Mount Lemmon | Mount Lemmon Survey | —         | MPC                           |
| 494148     | 2016 CL239 | 21 mai 2006 | Kitt Peak    | Spacewatch          | —         | MPC                           |
| 494149     | 2016 CL250 | 22 set 2009 | Kitt Peak    | Spacewatch          | —         | MPC                           |
| 494150     | 2016 CJ251 | 2 abr 2010  | WISE         | WISE                | —         | MPC                           |
| 494151     | 2016 CY255 | 2 nov 2008  | Mount Lemmon | Mount Lemmon Survey | —         | MPC                           |
| 494152     | 2016 CD256 | 28 fev 2006 | Catalina     | CSS                 | —         | MPC                           |
| 494153     | 2016 CU259 | 27 mai 2010 | WISE         | WISE                | —         | MPC                           |
| 494154     | 2016 CY259 | 4 mai 2005  | Mount Lemmon | Mount Lemmon Survey | —         | MPC                           |
| 494155     | 2016 CE264 | 13 dez 2010 | Mount Lemmon | Mount Lemmon Survey | —         | MPC                           |
| 494156     | 2016 CQ264 | 25 out 2014 | Haleakala    | Pan-STARRS          | Ursula    | MPC                           |
| 494157     | 2016 DP15  | 26 fev 2012 | Haleakala    | Pan-STARRS          | —         | MPC                           |
| 494158     | 2016 EX    | 16 jan 2013 | Haleakala    | Pan-STARRS          | —         | MPC                           |
| 494159     | 2016 ED68  | 15 ago 2013 | Haleakala    | Pan-STARRS          | —         | MPC                           |
| 494160     | 2016 ED76  | 17 abr 2010 | WISE         | WISE                | —         | MPC                           |
| 494161     | 2016 ED89  | 20 nov 2008 | Mount Lemmon | Mount Lemmon Survey | —         | MPC                           |
| 494162     | 2016 EV107 | 6 set 2013  | Mount Lemmon | Mount Lemmon Survey | —         | MPC                           |
| 494163     | 2016 FK2   | 21 dez 2014 | Haleakala    | Pan-STARRS          | Juno      | MPC                           |
| 494164     | 2016 GD112 | 8 out 2007  | Mount Lemmon | Mount Lemmon Survey | —         | MPC                           |
| 494165     | 2016 GU112 | 30 dez 2005 | Kitt Peak    | Spacewatch          | —         | MPC                           |
| 494166     | 2016 GF113 | 20 abr 2009 | Kitt Peak    | Spacewatch          | —         | MPC                           |
| 494167     | 2016 GZ122 | 18 set 2007 | Kitt Peak    | Spacewatch          | —         | MPC                           |
| 494168     | 2016 GE126 | 1 abr 2008  | Kitt Peak    | Spacewatch          | —         | MPC                           |
| 494169     | 2016 GA133 | 5 nov 2007  | Mount Lemmon | Mount Lemmon Survey | —         | MPC                           |
| 494170     | 2016 GJ133 | 28 set 2008 | Mount Lemmon | Mount Lemmon Survey | —         | MPC                           |
| 494171     | 2016 GT145 | 11 out 2007 | Kitt Peak    | Spacewatch          | Ursula    | MPC                           |
| 494172     | 2016 GZ145 | 19 set 2003 | Kitt Peak    | Spacewatch          | Flora     | MPC                           |
| 494173     | 2016 GO164 | 29 jan 1995 | Kitt Peak    | Spacewatch          | —         | MPC                           |
| 494174     | 2016 GR164 | 6 fev 2007  | Kitt Peak    | Spacewatch          | —         | MPC                           |
| 494175     | 2016 GR165 | 18 set 2007 | Kitt Peak    | Spacewatch          | —         | MPC                           |
| 494176     | 2016 GS174 | 21 jan 2012 | Haleakala    | Pan-STARRS          | —         | MPC                           |
| 494177     | 2016 GC175 | 23 set 2008 | Mount Lemmon | Mount Lemmon Survey | —         | MPC                           |
| 494178     | 2016 GX176 | 5 abr 2010  | Mount Lemmon | Mount Lemmon Survey | —         | MPC                           |
| 494179     | 2016 GA185 | 5 out 2005  | Catalina     | CSS                 | —         | MPC                           |
| 494180     | 2016 GF229 | 3 mar 2006  | Kitt Peak    | Spacewatch          | —         | MPC                           |
| 494181     | 2016 GF230 | 11 mar 2005 | Kitt Peak    | Spacewatch          | —         | MPC                           |
| 494182     | 2016 GD242 | 15 fev 2010 | Catalina     | CSS                 | —         | MPC                           |
| 494183     | 2016 GA247 | 18 mai 2010 | WISE         | WISE                | —         | MPC                           |
| 494184     | 2016 GC247 | 30 out 2008 | Kitt Peak    | Spacewatch          | Brangane  | MPC                           |
| 494185     | 2016 GF247 | 29 abr 2003 | Socorro      | LINEAR              | —         | MPC                           |
| 494186     | 2016 GG247 | 9 mar 2011  | Mount Lemmon | Mount Lemmon Survey | —         | MPC                           |
| 494187     | 2016 GM247 | 3 out 1999  | Kitt Peak    | Spacewatch          | —         | MPC                           |
| 494188     | 2016 GZ248 | 17 mai 2001 | Kitt Peak    | Spacewatch          | —         | MPC                           |
| 494189     | 2016 GL249 | 23 out 2003 | Kitt Peak    | Spacewatch          | —         | MPC                           |
| 494190     | 2016 GQ249 | 9 mar 2005  | Mount Lemmon | Mount Lemmon Survey | —         | MPC                           |
| 494191     | 2016 HC1   | 3 out 2013  | Kitt Peak    | Spacewatch          | —         | MPC                           |
| 494192     | 2016 HG1   | 29 set 2005 | Mount Lemmon | Mount Lemmon Survey | —         | MPC                           |
| 494193     | 2016 HJ1   | 14 fev 2010 | Mount Lemmon | Mount Lemmon Survey | —         | MPC                           |
| 494194     | 2016 HK1   | 13 mai 2010 | WISE         | WISE                | —         | MPC                           |
| 494195     | 2016 HP1   | 11 out 2012 | Haleakala    | Pan-STARRS          | —         | MPC                           |
| 494196     | 2016 HQ1   | 1 mai 2006  | Kitt Peak    | Spacewatch          | —         | MPC                           |
| 494197     | 2016 HF6   | 25 out 2013 | Mount Lemmon | Mount Lemmon Survey | —         | MPC                           |
| 494198     | 2016 HE7   | 6 fev 2007  | Mount Lemmon | Mount Lemmon Survey | —         | MPC                           |
| 494199     | 2016 HG7   | 11 abr 2005 | Mount Lemmon | Mount Lemmon Survey | —         | MPC                           |
| 494200     | 2016 HV7   | 2 abr 2005  | Kitt Peak    | Spacewatch          | —         | MPC                           |

## 494201–494300
| Designação | Designação | Descoberta  | Descoberta       | Descobridor(es)     | Categoria | Mais informações / Referência |
| Permanente | Provisória | Data        | Local            | Descobridor(es)     | Categoria | Mais informações / Referência |
| ---------- | ---------- | ----------- | ---------------- | ------------------- | --------- | ----------------------------- |
| 494201     | 2016 HJ9   | 20 dez 2009 | Kitt Peak        | Spacewatch          | Eos       | MPC                           |
| 494202     | 2016 HT9   | 26 fev 2001 | Cima Ekar        | ADAS                | —         | MPC                           |
| 494203     | 2016 HB10  | 27 fev 2006 | Kitt Peak        | Spacewatch          | —         | MPC                           |
| 494204     | 2016 HO11  | 5 abr 2005  | Mount Lemmon     | Mount Lemmon Survey | —         | MPC                           |
| 494205     | 2016 HT13  | 28 out 2008 | Kitt Peak        | Spacewatch          | Brangane  | MPC                           |
| 494206     | 2016 HM14  | 9 dez 2006  | Kitt Peak        | Spacewatch          | —         | MPC                           |
| 494207     | 2016 HQ14  | 1 fev 2005  | Kitt Peak        | Spacewatch          | —         | MPC                           |
| 494208     | 2016 HZ14  | 2 fev 2006  | Kitt Peak        | Spacewatch          | —         | MPC                           |
| 494209     | 2016 HH15  | 5 nov 2007  | Kitt Peak        | Spacewatch          | —         | MPC                           |
| 494210     | 2016 HO15  | 9 nov 2009  | Kitt Peak        | Spacewatch          | —         | MPC                           |
| 494211     | 2016 HC16  | 12 out 2013 | Mount Lemmon     | Mount Lemmon Survey | —         | MPC                           |
| 494212     | 2016 HS18  | 2 dez 2008  | Kitt Peak        | Spacewatch          | —         | MPC                           |
| 494213     | 2016 HQ23  | 1 jan 2008  | Mount Lemmon     | Mount Lemmon Survey | —         | MPC                           |
| 494214     | 2016 JV6   | 6 nov 2013  | Haleakala        | Pan-STARRS          | —         | MPC                           |
| 494215     | 2016 JX6   | 22 jul 2006 | Mount Lemmon     | Mount Lemmon Survey | —         | MPC                           |
| 494216     | 2016 JP19  | 20 set 2001 | Socorro          | LINEAR              | —         | MPC                           |
| 494217     | 2016 JJ25  | 17 fev 2004 | Kitt Peak        | Spacewatch          | —         | MPC                           |
| 494218     | 2016 JR36  | 18 jul 2013 | Haleakala        | Pan-STARRS          | Phocaea   | MPC                           |
| 494219     | 2016 LN8   | 23 set 2012 | Mount Lemmon     | Mount Lemmon Survey | —         | MPC                           |
| 494220     | 2016 LK42  | 24 out 2011 | Haleakala        | Pan-STARRS          | —         | MPC                           |
| 494221     | 2016 NZ6   | 14 fev 2010 | Mount Lemmon     | Mount Lemmon Survey | —         | MPC                           |
| 494222     | 2016 ND10  | 10 fev 2014 | Haleakala        | Pan-STARRS          | —         | MPC                           |
| 494223     | 2016 NQ11  | 14 dez 2013 | Mount Lemmon     | Mount Lemmon Survey | —         | MPC                           |
| 494224     | 2016 NQ17  | 16 dez 2006 | Mount Lemmon     | Mount Lemmon Survey | —         | MPC                           |
| 494225     | 2016 NB21  | 22 ago 2011 | La Sagra         | Mallorca Obs.       | Brangane  | MPC                           |
| 494226     | 2016 NP24  | 15 mai 2008 | Mount Lemmon     | Mount Lemmon Survey | Hilda     | MPC                           |
| 494227     | 2016 NX24  | 3 jul 2005  | Mount Lemmon     | Mount Lemmon Survey | —         | MPC                           |
| 494228     | 2016 ND36  | 4 dez 2008  | Mount Lemmon     | Mount Lemmon Survey | —         | MPC                           |
| 494229     | 2016 NY43  | 16 out 2009 | Mount Lemmon     | Mount Lemmon Survey | Pallas    | MPC                           |
| 494230     | 2016 NZ44  | 2 mar 2009  | Kitt Peak        | Spacewatch          | —         | MPC                           |
| 494231     | 2016 NA47  | 29 dez 2003 | Kitt Peak        | Spacewatch          | —         | MPC                           |
| 494232     | 2016 NL50  | 3 abr 2011  | Haleakala        | Pan-STARRS          | —         | MPC                           |
| 494233     | 2016 NE52  | 22 set 2003 | Kitt Peak        | Spacewatch          | —         | MPC                           |
| 494234     | 2016 NJ53  | 9 out 2007  | Kitt Peak        | Spacewatch          | —         | MPC                           |
| 494235     | 2016 PE3   | 25 nov 2000 | Kitt Peak        | Spacewatch          | Ursula    | MPC                           |
| 494236     | 2016 PX9   | 4 abr 2010  | Kitt Peak        | Spacewatch          | —         | MPC                           |
| 494237     | 2016 PM10  | 14 set 2004 | Anderson Mesa    | LONEOS              | —         | MPC                           |
| 494238     | 2016 PN13  | 18 dez 2007 | Kitt Peak        | Spacewatch          | Brangane  | MPC                           |
| 494239     | 2016 PB24  | 14 jan 2008 | Kitt Peak        | Spacewatch          | —         | MPC                           |
| 494240     | 2016 PP25  | 6 out 2012  | Kitt Peak        | Spacewatch          | —         | MPC                           |
| 494241     | 2016 PT27  | 6 out 2012  | Haleakala        | Pan-STARRS          | —         | MPC                           |
| 494242     | 2016 PL29  | 10 jan 2008 | Desert Eagle     | W. K. Y. Yeung      | Brangane  | MPC                           |
| 494243     | 2016 PU55  | 7 nov 2007  | Kitt Peak        | Spacewatch          | —         | MPC                           |
| 494244     | 2016 PD59  | 5 nov 2007  | Kitt Peak        | Spacewatch          | —         | MPC                           |
| 494245     | 2016 PC75  | 30 out 1999 | Kitt Peak        | Spacewatch          | —         | MPC                           |
| 494246     | 2016 QB1   | 12 jan 2010 | Mount Lemmon     | Mount Lemmon Survey | —         | MPC                           |
| 494247     | 2016 QR6   | 24 set 2008 | Kitt Peak        | Spacewatch          | —         | MPC                           |
| 494248     | 2016 QE13  | 25 jul 2006 | Mount Lemmon     | Mount Lemmon Survey | —         | MPC                           |
| 494249     | 2016 QL14  | 25 set 2012 | Catalina         | CSS                 | —         | MPC                           |
| 494250     | 2016 QM17  | 1 out 2011  | Kitt Peak        | Spacewatch          | —         | MPC                           |
| 494251     | 2016 QO20  | 30 nov 2005 | Kitt Peak        | Spacewatch          | —         | MPC                           |
| 494252     | 2016 QM21  | 20 set 2003 | Kitt Peak        | Spacewatch          | —         | MPC                           |
| 494253     | 2016 QK23  | 31 ago 2011 | Haleakala        | Pan-STARRS          | —         | MPC                           |
| 494254     | 2016 QP30  | 14 abr 2010 | Mount Lemmon     | Mount Lemmon Survey | —         | MPC                           |
| 494255     | 2016 QX30  | 24 jan 2014 | Haleakala        | Pan-STARRS          | —         | MPC                           |
| 494256     | 2016 QH34  | 12 set 2005 | Kitt Peak        | Spacewatch          | —         | MPC                           |
| 494257     | 2016 QN35  | 24 ago 2012 | Kitt Peak        | Spacewatch          | —         | MPC                           |
| 494258     | 2016 QA39  | 28 nov 2005 | Kitt Peak        | Spacewatch          | —         | MPC                           |
| 494259     | 2016 QH39  | 9 fev 2008  | Mount Lemmon     | Mount Lemmon Survey | —         | MPC                           |
| 494260     | 2016 QL41  | 18 mar 2010 | Mount Lemmon     | Mount Lemmon Survey | —         | MPC                           |
| 494261     | 2016 QW49  | 4 mai 2005  | Mount Lemmon     | Mount Lemmon Survey | —         | MPC                           |
| 494262     | 2016 QS52  | 7 out 2005  | Kitt Peak        | Spacewatch          | —         | MPC                           |
| 494263     | 2016 QT53  | 1 set 2005  | Kitt Peak        | Spacewatch          | Ursula    | MPC                           |
| 494264     | 2016 QC54  | 26 nov 2003 | Kitt Peak        | Spacewatch          | —         | MPC                           |
| 494265     | 2016 QL55  | 21 nov 2006 | Mount Lemmon     | Mount Lemmon Survey | Brangane  | MPC                           |
| 494266     | 2016 QY55  | 1 nov 2006  | Mount Lemmon     | Mount Lemmon Survey | —         | MPC                           |
| 494267     | 2016 QO57  | 11 out 2007 | Kitt Peak        | Spacewatch          | —         | MPC                           |
| 494268     | 2016 QZ64  | 4 nov 2012  | Kitt Peak        | Spacewatch          | —         | MPC                           |
| 494269     | 2016 QY65  | 19 out 2006 | Kitt Peak        | Spacewatch          | —         | MPC                           |
| 494270     | 2016 QU69  | 31 ago 2011 | Haleakala        | Pan-STARRS          | —         | MPC                           |
| 494271     | 2016 QO70  | 19 nov 2008 | Mount Lemmon     | Mount Lemmon Survey | —         | MPC                           |
| 494272     | 2016 QR73  | 30 jul 2008 | Mount Lemmon     | Mount Lemmon Survey | —         | MPC                           |
| 494273     | 2016 QZ77  | 8 out 2007  | Catalina         | CSS                 | —         | MPC                           |
| 494274     | 2016 QB78  | 28 set 2003 | Kitt Peak        | Spacewatch          | Phocaea   | MPC                           |
| 494275     | 2016 QQ83  | 7 nov 2012  | Kitt Peak        | Spacewatch          | —         | MPC                           |
| 494276     | 2016 RL3   | 26 mar 2003 | Campo Imperatore | CINEOS              | Ursula    | MPC                           |
| 494277     | 2016 RG4   | 28 out 2008 | Mount Lemmon     | Mount Lemmon Survey | —         | MPC                           |
| 494278     | 2016 RW6   | 2 out 2006  | Kitt Peak        | Spacewatch          | —         | MPC                           |
| 494279     | 2016 RZ6   | 12 out 2006 | Kitt Peak        | Spacewatch          | —         | MPC                           |
| 494280     | 2016 RC10  | 6 abr 2010  | Mount Lemmon     | Mount Lemmon Survey | —         | MPC                           |
| 494281     | 2016 RS10  | 14 nov 2006 | Mount Lemmon     | Mount Lemmon Survey | —         | MPC                           |
| 494282     | 2016 RJ11  | 29 ago 2005 | Kitt Peak        | Spacewatch          | —         | MPC                           |
| 494283     | 2016 RE12  | 28 ago 1995 | Kitt Peak        | Spacewatch          | —         | MPC                           |
| 494284     | 2016 RC13  | 18 nov 2009 | Kitt Peak        | Spacewatch          | —         | MPC                           |
| 494285     | 2016 RD13  | 28 out 2008 | Kitt Peak        | Spacewatch          | —         | MPC                           |
| 494286     | 2016 RH13  | 29 mar 2011 | Mount Lemmon     | Mount Lemmon Survey | —         | MPC                           |
| 494287     | 2016 RF14  | 10 set 2007 | Kitt Peak        | Spacewatch          | —         | MPC                           |
| 494288     | 2016 RJ15  | 5 nov 2007  | Kitt Peak        | Spacewatch          | —         | MPC                           |
| 494289     | 2016 RM15  | 10 jan 2008 | Catalina         | CSS                 | —         | MPC                           |
| 494290     | 2016 RJ21  | 27 nov 2009 | Mount Lemmon     | Mount Lemmon Survey | —         | MPC                           |
| 494291     | 2016 RN23  | 10 mai 2007 | Mount Lemmon     | Mount Lemmon Survey | —         | MPC                           |
| 494292     | 2016 RP25  | 30 dez 2008 | Kitt Peak        | Spacewatch          | —         | MPC                           |
| 494293     | 2016 RG27  | 31 ago 2005 | Kitt Peak        | Spacewatch          | Brangane  | MPC                           |
| 494294     | 2016 RP29  | 4 nov 2005  | Mount Lemmon     | Mount Lemmon Survey | Ursula    | MPC                           |
| 494295     | 2016 RM30  | 28 mar 2011 | Mount Lemmon     | Mount Lemmon Survey | —         | MPC                           |
| 494296     | 2016 RT34  | 14 out 2012 | Kitt Peak        | Spacewatch          | —         | MPC                           |
| 494297     | 2016 RJ35  | 3 out 2006  | Mount Lemmon     | Mount Lemmon Survey | —         | MPC                           |
| 494298     | 2016 RJ36  | 15 out 2012 | Kitt Peak        | Spacewatch          | —         | MPC                           |
| 494299     | 2016 RC42  | 25 dez 2005 | Kitt Peak        | Spacewatch          | —         | MPC                           |
| 494300     | 2016 SQ4   | 9 nov 2009  | Kitt Peak        | Spacewatch          | —         | MPC                           |

## 494301–494400
| Designação | Designação | Descoberta  | Descoberta    | Descobridor(es)     | Categoria | Mais informações / Referência |
| Permanente | Provisória | Data        | Local         | Descobridor(es)     | Categoria | Mais informações / Referência |
| ---------- | ---------- | ----------- | ------------- | ------------------- | --------- | ----------------------------- |
| 494301     | 2016 SO7   | 15 jun 2010 | WISE          | WISE                | —         | MPC                           |
| 494302     | 2016 SA8   | 17 set 2003 | Kitt Peak     | Spacewatch          | Phocaea   | MPC                           |
| 494303     | 2016 SG9   | 29 set 2005 | Anderson Mesa | LONEOS              | —         | MPC                           |
| 494304     | 2016 SM9   | 6 ago 2012  | Haleakala     | Pan-STARRS          | —         | MPC                           |
| 494305     | 2016 SV10  | 1 out 2005  | Catalina      | CSS                 | —         | MPC                           |
| 494306     | 2016 SG11  | 31 ago 2005 | Kitt Peak     | Spacewatch          | —         | MPC                           |
| 494307     | 2016 SY11  | 25 out 2005 | Kitt Peak     | Spacewatch          | —         | MPC                           |
| 494308     | 2016 SF14  | 26 out 2008 | Mount Lemmon  | Mount Lemmon Survey | —         | MPC                           |
| 494309     | 2016 SE16  | 25 fev 2006 | Kitt Peak     | Spacewatch          | —         | MPC                           |
| 494310     | 2016 SH18  | 8 jul 2008  | La Sagra      | Mallorca Obs.       | —         | MPC                           |
| 494311     | 2016 SJ19  | 31 jul 2011 | Haleakala     | Pan-STARRS          | —         | MPC                           |
| 494312     | 2016 SU21  | 25 abr 2003 | Kitt Peak     | Spacewatch          | —         | MPC                           |
| 494313     | 2016 SG22  | 18 mar 2010 | Kitt Peak     | Spacewatch          | —         | MPC                           |
| 494314     | 2016 SG29  | 15 nov 2003 | Kitt Peak     | Spacewatch          | —         | MPC                           |
| 494315     | 2016 SD35  | 31 ago 2000 | Socorro       | LINEAR              | —         | MPC                           |
| 494316     | 2016 SL38  | 22 abr 2007 | Kitt Peak     | Spacewatch          | —         | MPC                           |
| 494317     | 2016 SP44  | 27 out 2005 | Kitt Peak     | Spacewatch          | —         | MPC                           |
| 494318     | 2016 SD46  | 30 set 2005 | Catalina      | CSS                 | —         | MPC                           |
| 494319     | 2016 TK1   | 21 out 2011 | Kitt Peak     | Spacewatch          | —         | MPC                           |
| 494320     | 2016 TO1   | 22 mai 2011 | Mount Lemmon  | Mount Lemmon Survey | —         | MPC                           |
| 494321     | 2016 TU1   | 8 out 2007  | Kitt Peak     | Spacewatch          | —         | MPC                           |
| 494322     | 2016 TO3   | 24 set 2005 | Kitt Peak     | Spacewatch          | —         | MPC                           |
| 494323     | 2016 TQ3   | 11 mar 1996 | Kitt Peak     | Spacewatch          | —         | MPC                           |
| 494324     | 2016 TO9   | 29 set 2010 | Mount Lemmon  | Mount Lemmon Survey | —         | MPC                           |
| 494325     | 2016 TU9   | 27 out 2000 | Socorro       | LINEAR              | —         | MPC                           |
| 494326     | 2016 TS11  | 25 out 2011 | Haleakala     | Pan-STARRS          | —         | MPC                           |
| 494327     | 2016 TL13  | 28 ago 2006 | Kitt Peak     | Spacewatch          | —         | MPC                           |
| 494328     | 2016 TX13  | 22 set 2011 | Kitt Peak     | Spacewatch          | —         | MPC                           |
| 494329     | 2016 TG14  | 16 nov 2006 | Mount Lemmon  | Mount Lemmon Survey | —         | MPC                           |
| 494330     | 2016 TY16  | 12 fev 2008 | Kitt Peak     | Spacewatch          | —         | MPC                           |
| 494331     | 2016 TO22  | 17 nov 2006 | Kitt Peak     | Spacewatch          | —         | MPC                           |
| 494332     | 2016 TD25  | 20 set 2009 | Kitt Peak     | Spacewatch          | —         | MPC                           |
| 494333     | 2016 TT29  | 11 dez 2012 | Mount Lemmon  | Mount Lemmon Survey | —         | MPC                           |
| 494334     | 2016 TR30  | 23 out 2005 | Catalina      | CSS                 | —         | MPC                           |
| 494335     | 2016 TZ33  | 11 dez 2006 | Kitt Peak     | Spacewatch          | —         | MPC                           |
| 494336     | 2016 TJ34  | 29 ago 2005 | Kitt Peak     | Spacewatch          | Brangane  | MPC                           |
| 494337     | 2016 TL35  | 25 abr 2006 | Mount Lemmon  | Mount Lemmon Survey | —         | MPC                           |
| 494338     | 2016 TS36  | 13 jan 2010 | Mount Lemmon  | Mount Lemmon Survey | —         | MPC                           |
| 494339     | 2016 TB43  | 10 set 2007 | Mount Lemmon  | Mount Lemmon Survey | —         | MPC                           |
| 494340     | 2016 TK43  | 24 set 2000 | Kitt Peak     | Spacewatch          | —         | MPC                           |
| 494341     | 2016 TZ43  | 27 mar 2014 | Haleakala     | Pan-STARRS          | —         | MPC                           |
| 494342     | 2016 TQ46  | 23 set 2011 | Kitt Peak     | Spacewatch          | —         | MPC                           |
| 494343     | 2016 TC47  | 12 set 2007 | Mount Lemmon  | Mount Lemmon Survey | —         | MPC                           |
| 494344     | 2016 TU48  | 2 abr 2006  | Mount Lemmon  | Mount Lemmon Survey | —         | MPC                           |
| 494345     | 2016 TD54  | 22 nov 2006 | Mount Lemmon  | Mount Lemmon Survey | Brangane  | MPC                           |
| 494346     | 2016 TS57  | 10 out 2004 | Kitt Peak     | Spacewatch          | —         | MPC                           |
| 494347     | 2016 TZ59  | 13 ago 2012 | Haleakala     | Pan-STARRS          | —         | MPC                           |
| 494348     | 2016 TZ63  | 22 set 2003 | Kitt Peak     | Spacewatch          | —         | MPC                           |
| 494349     | 2016 TP64  | 5 nov 1999  | Socorro       | LINEAR              | —         | MPC                           |
| 494350     | 2016 TD70  | 28 dez 1998 | Kitt Peak     | Spacewatch          | —         | MPC                           |
| 494351     | 2016 TA74  | 7 out 2005  | Mount Lemmon  | Mount Lemmon Survey | —         | MPC                           |
| 494352     | 2016 TB74  | 14 out 1998 | Kitt Peak     | Spacewatch          | —         | MPC                           |
| 494353     | 2016 TW76  | 29 set 2003 | Kitt Peak     | Spacewatch          | —         | MPC                           |
| 494354     | 2016 TE78  | 6 out 1999  | Socorro       | LINEAR              | —         | MPC                           |
| 494355     | 2016 TX79  | 17 fev 2013 | Kitt Peak     | Spacewatch          | —         | MPC                           |
| 494356     | 2016 TQ89  | 29 out 2005 | Mount Lemmon  | Mount Lemmon Survey | —         | MPC                           |
| 494357     | 2016 TN90  | 20 jan 2009 | Catalina      | CSS                 | —         | MPC                           |
| 494358     | 2016 TY90  | 28 set 2006 | Kitt Peak     | Spacewatch          | —         | MPC                           |
| 494359     | 2016 TT91  | 25 set 2005 | Catalina      | CSS                 | Brangane  | MPC                           |
| 494360     | 2016 UO1   | 17 nov 2006 | Kitt Peak     | Spacewatch          | —         | MPC                           |
| 494361     | 2016 UG6   | 24 out 2011 | Haleakala     | Pan-STARRS          | Brangane  | MPC                           |
| 494362     | 2016 UX8   | 26 dez 2006 | Kitt Peak     | Spacewatch          | —         | MPC                           |
| 494363     | 2016 UB12  | 4 abr 2008  | Catalina      | CSS                 | —         | MPC                           |
| 494364     | 2016 UD12  | 22 out 2012 | Haleakala     | Pan-STARRS          | —         | MPC                           |
| 494365     | 2016 UJ16  | 9 mar 2008  | Mount Lemmon  | Mount Lemmon Survey | Brangane  | MPC                           |
| 494366     | 2016 UH20  | 10 mar 2005 | Mount Lemmon  | Mount Lemmon Survey | —         | MPC                           |
| 494367     | 2016 UB23  | 29 mar 2009 | Kitt Peak     | Spacewatch          | —         | MPC                           |
| 494368     | 2016 UL23  | 12 nov 1999 | Socorro       | LINEAR              | —         | MPC                           |
| 494369     | 2016 UN23  | 28 set 2006 | Mount Lemmon  | Mount Lemmon Survey | —         | MPC                           |
| 494370     | 2016 UM25  | 17 out 2003 | Kitt Peak     | Spacewatch          | —         | MPC                           |
| 494371     | 2016 UC27  | 1 jan 2009  | XuYi          | PMO NEO             | —         | MPC                           |
| 494372     | 2016 UV27  | 30 set 2006 | Mount Lemmon  | Mount Lemmon Survey | —         | MPC                           |
| 494373     | 2016 UQ28  | 6 mar 2008  | Mount Lemmon  | Mount Lemmon Survey | —         | MPC                           |
| 494374     | 2016 UZ28  | 27 dez 2006 | Mount Lemmon  | Mount Lemmon Survey | —         | MPC                           |
| 494375     | 2016 UU30  | 15 set 2010 | Mount Lemmon  | Mount Lemmon Survey | —         | MPC                           |
| 494376     | 2016 UC33  | 29 set 2005 | Kitt Peak     | Spacewatch          | —         | MPC                           |
| 494377     | 2016 UT33  | 29 dez 2008 | Mount Lemmon  | Mount Lemmon Survey | —         | MPC                           |
| 494378     | 2016 UV34  | 18 out 2006 | Kitt Peak     | Spacewatch          | —         | MPC                           |
| 494379     | 2016 UM39  | 26 out 2009 | Kitt Peak     | Spacewatch          | —         | MPC                           |
| 494380     | 2016 UW42  | 10 set 2010 | Mount Lemmon  | Mount Lemmon Survey | —         | MPC                           |
| 494381     | 2016 UQ43  | 12 dez 1998 | Kitt Peak     | Spacewatch          | —         | MPC                           |
| 494382     | 2016 UU45  | 6 nov 2005  | Mount Lemmon  | Mount Lemmon Survey | —         | MPC                           |
| 494383     | 2016 UJ46  | 20 out 2006 | Kitt Peak     | Spacewatch          | —         | MPC                           |
| 494384     | 2016 UR47  | 31 ago 2005 | Kitt Peak     | Spacewatch          | Brangane  | MPC                           |
| 494385     | 2016 UV47  | 19 nov 2006 | Kitt Peak     | Spacewatch          | —         | MPC                           |
| 494386     | 2016 UE48  | 13 out 2005 | Kitt Peak     | Spacewatch          | —         | MPC                           |
| 494387     | 2016 UH48  | 27 set 2005 | Kitt Peak     | Spacewatch          | —         | MPC                           |
| 494388     | 2016 UK48  | 8 nov 2009  | Mount Lemmon  | Mount Lemmon Survey | —         | MPC                           |
| 494389     | 2016 UR49  | 16 dez 1995 | Kitt Peak     | Spacewatch          | —         | MPC                           |
| 494390     | 2016 UM50  | 30 out 2011 | Mount Lemmon  | Mount Lemmon Survey | —         | MPC                           |
| 494391     | 2016 UF51  | 5 abr 2014  | Haleakala     | Pan-STARRS          | —         | MPC                           |
| 494392     | 2016 UQ51  | 12 mai 2010 | Kitt Peak     | Spacewatch          | —         | MPC                           |
| 494393     | 2016 UJ52  | 13 mai 2005 | Mount Lemmon  | Mount Lemmon Survey | —         | MPC                           |
| 494394     | 2016 UR53  | 17 set 2006 | Kitt Peak     | Spacewatch          | —         | MPC                           |
| 494395     | 2016 UB54  | 21 ago 2004 | Siding Spring | SSS                 | —         | MPC                           |
| 494396     | 2016 UM55  | 18 dez 2007 | Mount Lemmon  | Mount Lemmon Survey | —         | MPC                           |
| 494397     | 2016 UP56  | 20 ago 2011 | Haleakala     | Pan-STARRS          | —         | MPC                           |
| 494398     | 2016 UE58  | 12 set 1994 | Kitt Peak     | Spacewatch          | —         | MPC                           |
| 494399     | 2016 UT58  | 1 mar 2008  | Kitt Peak     | Spacewatch          | Brangane  | MPC                           |
| 494400     | 2016 UU58  | 11 abr 2008 | Mount Lemmon  | Mount Lemmon Survey | —         | MPC                           |

## 494401–494500
| Designação | Designação | Descoberta  | Descoberta   | Descobridor(es)     | Categoria | Mais informações / Referência |
| Permanente | Provisória | Data        | Local        | Descobridor(es)     | Categoria | Mais informações / Referência |
| ---------- | ---------- | ----------- | ------------ | ------------------- | --------- | ----------------------------- |
| 494401     | 2016 UA59  | 30 set 2009 | Mount Lemmon | Mount Lemmon Survey | —         | MPC                           |
| 494402     | 2016 UB59  | 5 jul 2005  | Kitt Peak    | Spacewatch          | Brangane  | MPC                           |
| 494403     | 2016 UC59  | 26 dez 2011 | Mount Lemmon | Mount Lemmon Survey | —         | MPC                           |
| 494404     | 2016 UF59  | 12 nov 2005 | Kitt Peak    | Spacewatch          | —         | MPC                           |
| 494405     | 2016 UQ59  | 6 nov 2008  | Kitt Peak    | Spacewatch          | —         | MPC                           |
| 494406     | 2016 UZ59  | 10 out 2005 | Kitt Peak    | Spacewatch          | —         | MPC                           |
| 494407     | 2016 UZ60  | 26 nov 2009 | Mount Lemmon | Mount Lemmon Survey | —         | MPC                           |
| 494408     | 2016 UQ62  | 22 out 2005 | Catalina     | CSS                 | —         | MPC                           |
| 494409     | 2016 UG64  | 19 abr 2007 | Mount Lemmon | Mount Lemmon Survey | —         | MPC                           |
| 494410     | 2016 UJ64  | 26 mar 2011 | Mount Lemmon | Mount Lemmon Survey | —         | MPC                           |
| 494411     | 2016 UV69  | 22 out 2012 | Haleakala    | Pan-STARRS          | —         | MPC                           |
| 494412     | 2016 UA70  | 28 set 2003 | Kitt Peak    | Spacewatch          | —         | MPC                           |
| 494413     | 2016 UB70  | 23 set 2005 | Kitt Peak    | Spacewatch          | —         | MPC                           |
| 494414     | 2016 US72  | 25 dez 2005 | Kitt Peak    | Spacewatch          | —         | MPC                           |
| 494415     | 2016 UX72  | 18 out 2011 | Mount Lemmon | Mount Lemmon Survey | —         | MPC                           |
| 494416     | 2016 UB73  | 10 abr 2010 | Mount Lemmon | Mount Lemmon Survey | —         | MPC                           |
| 494417     | 2016 UF74  | 28 nov 2011 | Mount Lemmon | Mount Lemmon Survey | —         | MPC                           |
| 494418     | 2016 UW74  | 30 out 2011 | Kitt Peak    | Spacewatch          | —         | MPC                           |
| 494419     | 2016 UP75  | 22 mai 2011 | Mount Lemmon | Mount Lemmon Survey | —         | MPC                           |
| 494420     | 2016 UR75  | 10 dez 2005 | Kitt Peak    | Spacewatch          | —         | MPC                           |
| 494421     | 2016 US75  | 30 set 2005 | Mount Lemmon | Mount Lemmon Survey | —         | MPC                           |
| 494422     | 2016 UM81  | 20 set 2001 | Socorro      | LINEAR              | —         | MPC                           |
| 494423     | 2016 UO81  | 30 set 2005 | Kitt Peak    | Spacewatch          | —         | MPC                           |
| 494424     | 2016 UK82  | 17 set 2006 | Kitt Peak    | Spacewatch          | —         | MPC                           |
| 494425     | 2016 UQ83  | 18 nov 2003 | Kitt Peak    | Spacewatch          | Phocaea   | MPC                           |
| 494426     | 2016 UW83  | 13 fev 2004 | Kitt Peak    | Spacewatch          | —         | MPC                           |
| 494427     | 2016 UO84  | 18 out 2009 | Mount Lemmon | Mount Lemmon Survey | —         | MPC                           |
| 494428     | 2016 UW84  | 7 nov 2012  | Kitt Peak    | Spacewatch          | —         | MPC                           |
| 494429     | 2016 UK85  | 17 out 2007 | Mount Lemmon | Mount Lemmon Survey | —         | MPC                           |
| 494430     | 2016 UD86  | 11 out 2005 | Kitt Peak    | Spacewatch          | —         | MPC                           |
| 494431     | 2016 UR88  | 20 out 2003 | Kitt Peak    | Spacewatch          | Phocaea   | MPC                           |
| 494432     | 2016 UE89  | 3 abr 2008  | Mount Lemmon | Mount Lemmon Survey | —         | MPC                           |
| 494433     | 2016 UM89  | 15 set 2010 | Mount Lemmon | Mount Lemmon Survey | —         | MPC                           |
| 494434     | 2016 UL90  | 20 abr 2009 | Mount Lemmon | Mount Lemmon Survey | Brangane  | MPC                           |
| 494435     | 2016 UT90  | 18 abr 2009 | Mount Lemmon | Mount Lemmon Survey | —         | MPC                           |
| 494436     | 2016 UV90  | 29 set 1994 | Kitt Peak    | Spacewatch          | —         | MPC                           |
| 494437     | 2016 UW90  | 20 out 2011 | Mount Lemmon | Mount Lemmon Survey | —         | MPC                           |
| 494438     | 2016 US93  | 28 set 2003 | Kitt Peak    | Spacewatch          | —         | MPC                           |
| 494439     | 2016 UP96  | 31 ago 2005 | Kitt Peak    | Spacewatch          | —         | MPC                           |
| 494440     | 2016 UJ104 | 1 jan 2009  | Kitt Peak    | Spacewatch          | —         | MPC                           |
| 494441     | 2016 UQ104 | 29 jun 2005 | Kitt Peak    | Spacewatch          | —         | MPC                           |
| 494442     | 2016 UY112 | 11 mar 2007 | Mount Lemmon | Mount Lemmon Survey | —         | MPC                           |
| 494443     | 2016 UG116 | 15 nov 2011 | Mount Lemmon | Mount Lemmon Survey | Brangane  | MPC                           |
| 494444     | 2016 UC117 | 7 jun 2011  | Kitt Peak    | Spacewatch          | —         | MPC                           |
| 494445     | 2016 UW118 | 12 mar 2008 | Mount Lemmon | Mount Lemmon Survey | —         | MPC                           |
| 494446     | 2016 UT121 | 17 jan 2007 | Kitt Peak    | Spacewatch          | —         | MPC                           |
| 494447     | 2016 UD138 | 8 out 2012  | Mount Lemmon | Mount Lemmon Survey | —         | MPC                           |
| 494448     | 2016 UO142 | 16 set 2010 | Mount Lemmon | Mount Lemmon Survey | —         | MPC                           |
| 494449     | 2016 UP142 | 25 jun 2010 | WISE         | WISE                | —         | MPC                           |
| 494450     | 2016 UY142 | 6 set 1997  | Caussols     | ODAS                | —         | MPC                           |
| 494451     | 2016 UC143 | 2 nov 2005  | Mount Lemmon | Mount Lemmon Survey | —         | MPC                           |
| 494452     | 2016 UF143 | 19 fev 2012 | Catalina     | CSS                 | —         | MPC                           |
| 494453     | 2016 UD144 | 15 set 2010 | Mount Lemmon | Mount Lemmon Survey | —         | MPC                           |
| 494454     | 2016 UW145 | 17 dez 2007 | Mount Lemmon | Mount Lemmon Survey | —         | MPC                           |
| 494455     | 2016 UB146 | 24 out 2007 | Mount Lemmon | Mount Lemmon Survey | —         | MPC                           |
| 494456     | 2016 UU146 | 11 dez 2006 | Kitt Peak    | Spacewatch          | Brangane  | MPC                           |
| 494457     | 2016 VY7   | 29 abr 2003 | Kitt Peak    | Spacewatch          | —         | MPC                           |
| 494458     | 2016 VH9   | 12 out 2005 | Kitt Peak    | Spacewatch          | —         | MPC                           |
| 494459     | 2016 VQ9   | 21 out 2003 | Kitt Peak    | Spacewatch          | —         | MPC                           |
| 494460     | 2016 VA11  | 24 nov 2011 | Mount Lemmon | Mount Lemmon Survey | Brangane  | MPC                           |
| 494461     | 2016 VF11  | 4 dez 2008  | Kitt Peak    | Spacewatch          | —         | MPC                           |
| 494462     | 2016 VJ12  | 20 set 1995 | Kitt Peak    | Spacewatch          | —         | MPC                           |
| 494463     | 2016 VS15  | 15 out 2012 | Mount Lemmon | Mount Lemmon Survey | Phocaea   | MPC                           |
| 494464     | 2016 VZ15  | 6 nov 2012  | Mount Lemmon | Mount Lemmon Survey | —         | MPC                           |
| 494465     | 2016 WH4   | 2 abr 2005  | Mount Lemmon | Mount Lemmon Survey | —         | MPC                           |
| 494466     | 2016 WD5   | 29 set 1994 | Kitt Peak    | Spacewatch          | —         | MPC                           |
| 494467     | 2016 WM5   | 3 abr 2009  | Mount Lemmon | Mount Lemmon Survey | —         | MPC                           |
| 494468     | 2016 WU10  | 8 mar 2005  | Mount Lemmon | Mount Lemmon Survey | —         | MPC                           |
| 494469     | 2016 WV10  | 22 nov 2005 | Kitt Peak    | Spacewatch          | —         | MPC                           |
| 494470     | 2016 WK11  | 19 set 2006 | Catalina     | CSS                 | —         | MPC                           |
| 494471     | 2016 WF12  | 24 out 2009 | Kitt Peak    | Spacewatch          | —         | MPC                           |
| 494472     | 2016 WM12  | 3 out 1997  | Caussols     | ODAS                | —         | MPC                           |
| 494473     | 2016 WJ13  | 17 nov 2006 | Kitt Peak    | Spacewatch          | —         | MPC                           |
| 494474     | 2016 WL13  | 25 out 2008 | Kitt Peak    | Spacewatch          | —         | MPC                           |
| 494475     | 2016 WJ18  | 21 out 2011 | Mount Lemmon | Mount Lemmon Survey | —         | MPC                           |
| 494476     | 2016 WC19  | 18 out 2007 | Mount Lemmon | Mount Lemmon Survey | —         | MPC                           |
| 494477     | 2016 WC22  | 5 jul 2010  | Kitt Peak    | Spacewatch          | —         | MPC                           |
| 494478     | 2016 WL22  | 19 nov 2003 | Kitt Peak    | Spacewatch          | —         | MPC                           |
| 494479     | 2016 WQ23  | 12 nov 2009 | La Sagra     | Mallorca Obs.       | —         | MPC                           |
| 494480     | 2016 WV24  | 4 fev 2010  | WISE         | WISE                | —         | MPC                           |
| 494481     | 2016 WF25  | 25 nov 2009 | Kitt Peak    | Spacewatch          | —         | MPC                           |
| 494482     | 2016 WG27  | 18 set 2010 | Mount Lemmon | Mount Lemmon Survey | Brangane  | MPC                           |
| 494483     | 2016 WH27  | 17 jan 2013 | Mount Lemmon | Mount Lemmon Survey | Phocaea   | MPC                           |
| 494484     | 2016 WX32  | 22 mai 2010 | WISE         | WISE                | —         | MPC                           |
| 494485     | 2016 WG33  | 28 ago 2005 | Kitt Peak    | Spacewatch          | —         | MPC                           |
| 494486     | 2016 WB34  | 5 abr 2014  | Haleakala    | Pan-STARRS          | —         | MPC                           |
| 494487     | 2016 WY35  | 21 jul 2010 | WISE         | WISE                | —         | MPC                           |
| 494488     | 2016 WF39  | 5 nov 2012  | Kitt Peak    | Spacewatch          | —         | MPC                           |
| 494489     | 2016 WR41  | 10 set 2007 | Mount Lemmon | Mount Lemmon Survey | —         | MPC                           |
| 494490     | 2016 WL42  | 22 dez 1998 | Kitt Peak    | Spacewatch          | —         | MPC                           |
| 494491     | 2016 WQ43  | 17 mar 2005 | Mount Lemmon | Mount Lemmon Survey | —         | MPC                           |
| 494492     | 2016 WV43  | 30 set 2011 | Kitt Peak    | Spacewatch          | —         | MPC                           |
| 494493     | 2016 WN45  | 3 jan 2013  | Catalina     | CSS                 | —         | MPC                           |
| 494494     | 2016 WP45  | 27 out 2006 | Mount Lemmon | Mount Lemmon Survey | —         | MPC                           |
| 494495     | 2016 WZ45  | 8 dez 2012  | Catalina     | CSS                 | —         | MPC                           |
| 494496     | 2016 WQ46  | 5 nov 2007  | Kitt Peak    | Spacewatch          | —         | MPC                           |
| 494497     | 2016 WV47  | 8 nov 2008  | Mount Lemmon | Mount Lemmon Survey | —         | MPC                           |
| 494498     | 2016 WU49  | 5 out 2005  | Kitt Peak    | Spacewatch          | —         | MPC                           |
| 494499     | 2016 WZ49  | 29 out 2005 | Mount Lemmon | Mount Lemmon Survey | —         | MPC                           |
| 494500     | 2016 WL50  | 29 out 2003 | Kitt Peak    | Spacewatch          | —         | MPC                           |

## 494501–494600
| Designação | Designação | Descoberta  | Descoberta    | Descobridor(es)     | Categoria | Mais informações / Referência |
| Permanente | Provisória | Data        | Local         | Descobridor(es)     | Categoria | Mais informações / Referência |
| ---------- | ---------- | ----------- | ------------- | ------------------- | --------- | ----------------------------- |
| 494501     | 2016 WO50  | 12 jan 2008 | Kitt Peak     | Spacewatch          | —         | MPC                           |
| 494502     | 2016 WV50  | 6 dez 2012  | Mount Lemmon  | Mount Lemmon Survey | —         | MPC                           |
| 494503     | 2016 WO53  | 15 set 2012 | Catalina      | CSS                 | —         | MPC                           |
| 494504     | 2016 WU54  | 4 abr 2008  | Kitt Peak     | Spacewatch          | —         | MPC                           |
| 494505     | 2016 WE55  | 5 jul 2011  | Haleakala     | Pan-STARRS          | —         | MPC                           |
| 494506     | 2016 WH55  | 23 nov 2012 | Catalina      | CSS                 | —         | MPC                           |
| 494507     | 2016 XY    | 4 jan 2013  | Mount Lemmon  | Mount Lemmon Survey | —         | MPC                           |
| 494508     | 2016 XG5   | 30 nov 2003 | Kitt Peak     | Spacewatch          | —         | MPC                           |
| 494509     | 2016 XS9   | 21 out 2006 | Kitt Peak     | Spacewatch          | —         | MPC                           |
| 494510     | 2016 XT9   | 26 dez 2011 | Mount Lemmon  | Mount Lemmon Survey | —         | MPC                           |
| 494511     | 2016 XN15  | 25 out 2011 | Haleakala     | Pan-STARRS          | —         | MPC                           |
| 494512     | 2016 XS22  | 29 dez 2003 | Anderson Mesa | LONEOS              | —         | MPC                           |
| 494513     | 2016 XY22  | 3 mar 2006  | Kitt Peak     | Spacewatch          | —         | MPC                           |
| 494514     | 2016 YP8   | 21 fev 2006 | Catalina      | CSS                 | —         | MPC                           |
| 494515     | 2016 YQ9   | 7 jan 2000  | Socorro       | LINEAR              | —         | MPC                           |
| 494516     | 2016 YM10  | 2 fev 2006  | Mount Lemmon  | Mount Lemmon Survey | —         | MPC                           |
| 494517     | 2016 YN10  | 9 ago 2008  | La Sagra      | Mallorca Obs.       | —         | MPC                           |
| 494518     | 2016 YA11  | 28 dez 2011 | Catalina      | CSS                 | —         | MPC                           |
| 494519     | 2016 YD11  | 4 jan 2003  | Socorro       | LINEAR              | —         | MPC                           |
| 494520     | 2016 YN12  | 9 out 2008  | Mount Lemmon  | Mount Lemmon Survey | —         | MPC                           |
| 494521     | 2016 YT12  | 17 ago 2009 | Kitt Peak     | Spacewatch          | —         | MPC                           |
| 494522     | 2016 YU12  | 16 jul 2007 | Siding Spring | SSS                 | —         | MPC                           |
| 494523     | 2016 YX12  | 15 out 2004 | Mount Lemmon  | Mount Lemmon Survey | —         | MPC                           |
| 494524     | 2016 YE13  | 2 fev 2009  | Mount Lemmon  | Mount Lemmon Survey | Phocaea   | MPC                           |
| 494525     | 2017 AU    | 23 set 2009 | Mount Lemmon  | Mount Lemmon Survey | —         | MPC                           |
| 494526     | 2017 AO2   | 28 ago 2014 | Haleakala     | Pan-STARRS          | —         | MPC                           |
| 494527     | 2017 AS5   | 10 out 2008 | Mount Lemmon  | Mount Lemmon Survey | —         | MPC                           |
| 494528     | 2017 AA6   | 7 jan 2000  | Socorro       | LINEAR              | —         | MPC                           |
| 494529     | 2017 AN6   | 8 jan 2010  | Kitt Peak     | Spacewatch          | —         | MPC                           |
| 494530     | 2017 AF7   | 16 fev 2004 | Kitt Peak     | Spacewatch          | —         | MPC                           |
| 494531     | 2017 AU11  | 1 out 2005  | Mount Lemmon  | Mount Lemmon Survey | —         | MPC                           |
| 494532     | 2017 AB12  | 25 out 2005 | Kitt Peak     | Spacewatch          | —         | MPC                           |
| 494533     | 2017 AO12  | 16 nov 2009 | Mount Lemmon  | Mount Lemmon Survey | —         | MPC                           |
| 494534     | 2017 AT12  | 7 jan 2010  | Kitt Peak     | Spacewatch          | —         | MPC                           |
| 494535     | 2017 AV12  | 7 nov 2007  | Mount Lemmon  | Mount Lemmon Survey | —         | MPC                           |
| 494536     | 2017 AW12  | 23 jan 2006 | Kitt Peak     | Spacewatch          | —         | MPC                           |
| 494537     | 2017 AJ14  | 2 mai 2009  | Mount Lemmon  | Mount Lemmon Survey | —         | MPC                           |
| 494538     | 2017 AN14  | 15 out 2007 | Catalina      | CSS                 | —         | MPC                           |
| 494539     | 2017 AA15  | 7 dez 2005  | Kitt Peak     | Spacewatch          | —         | MPC                           |
| 494540     | 2017 AD15  | 1 fev 2009  | Kitt Peak     | Spacewatch          | —         | MPC                           |
| 494541     | 2017 AE17  | 12 mar 2007 | Catalina      | CSS                 | —         | MPC                           |
| 494542     | 2017 AF17  | 23 jan 2006 | Kitt Peak     | Spacewatch          | Mitidika  | MPC                           |
| 494543     | 2017 AX17  | 2 nov 2007  | Kitt Peak     | Spacewatch          | —         | MPC                           |
| 494544     | 2017 AB18  | 7 out 2012  | Haleakala     | Pan-STARRS          | —         | MPC                           |
| 494545     | 2017 AL20  | 16 out 2007 | Mount Lemmon  | Mount Lemmon Survey | —         | MPC                           |
| 494546     | 2017 BZ1   | 7 set 2004  | Kitt Peak     | Spacewatch          | —         | MPC                           |
| 494547     | 2017 BY3   | 21 abr 2012 | Haleakala     | Pan-STARRS          | —         | MPC                           |
| 494548     | 2017 BZ3   | 5 jan 2006  | Mount Lemmon  | Mount Lemmon Survey | —         | MPC                           |
| 494549     | 2017 BN5   | 14 dez 1999 | Socorro       | LINEAR              | —         | MPC                           |
| 494550     | 2017 BF6   | 14 mar 2012 | Haleakala     | Pan-STARRS          | —         | MPC                           |
| 494551     | 2017 BO7   | 27 ago 2006 | Kitt Peak     | Spacewatch          | —         | MPC                           |
| 494552     | 2017 BR7   | 28 jan 2006 | Catalina      | CSS                 | —         | MPC                           |
| 494553     | 2017 BY7   | 25 jul 2015 | Haleakala     | Pan-STARRS          | —         | MPC                           |
| 494554     | 2017 BB8   | 14 dez 2004 | Socorro       | LINEAR              | —         | MPC                           |
| 494555     | 2017 BF8   | 25 out 2005 | Kitt Peak     | Spacewatch          | —         | MPC                           |
| 494556     | 2017 BH8   | 16 mar 2004 | Kitt Peak     | Spacewatch          | —         | MPC                           |
| 494557     | 2017 BO8   | 31 jan 2008 | Catalina      | CSS                 | —         | MPC                           |
| 494558     | 2017 BQ8   | 26 out 2009 | Kitt Peak     | Spacewatch          | —         | MPC                           |
| 494559     | 2017 BT8   | 15 mar 2007 | Catalina      | CSS                 | —         | MPC                           |
| 494560     | 2017 BW8   | 2 nov 2011  | Mount Lemmon  | Mount Lemmon Survey | —         | MPC                           |
| 494561     | 2017 BD9   | 17 set 2009 | Mount Lemmon  | Mount Lemmon Survey | —         | MPC                           |
| 494562     | 2017 BL9   | 28 jan 2004 | Socorro       | LINEAR              | —         | MPC                           |
| 494563     | 2017 BA10  | 5 mar 2013  | Haleakala     | Pan-STARRS          | —         | MPC                           |
| 494564     | 2017 BF11  | 1 mai 2003  | Kitt Peak     | Spacewatch          | —         | MPC                           |
| 494565     | 2017 BD12  | 15 dez 2004 | Kitt Peak     | Spacewatch          | —         | MPC                           |
| 494566     | 2017 BL12  | 26 jan 2003 | Kitt Peak     | Spacewatch          | —         | MPC                           |
| 494567     | 2017 BX14  | 29 ago 2006 | Catalina      | CSS                 | —         | MPC                           |
| 494568     | 2017 BA18  | 6 mar 2003  | Anderson Mesa | LONEOS              | —         | MPC                           |
| 494569     | 2017 BN24  | 13 set 2007 | Kitt Peak     | Spacewatch          | —         | MPC                           |
| 494570     | 2017 BB28  | 20 nov 2007 | Mount Lemmon  | Mount Lemmon Survey | —         | MPC                           |
| 494571     | 2017 BL28  | 22 jan 2006 | Mount Lemmon  | Mount Lemmon Survey | —         | MPC                           |
| 494572     | 2017 BZ28  | 27 fev 2006 | Mount Lemmon  | Mount Lemmon Survey | —         | MPC                           |
| 494573     | 2017 BN33  | 28 ago 2011 | Haleakala     | Pan-STARRS          | —         | MPC                           |
| 494574     | 2017 BD35  | 2 fev 2006  | Kitt Peak     | Spacewatch          | —         | MPC                           |
| 494575     | 2017 BX35  | 29 fev 2008 | Kitt Peak     | Spacewatch          | —         | MPC                           |
| 494576     | 2017 BY37  | 28 jan 2006 | Kitt Peak     | Spacewatch          | —         | MPC                           |
| 494577     | 2017 BD38  | 3 nov 2011  | Catalina      | CSS                 | —         | MPC                           |
| 494578     | 2017 BX41  | 19 dez 2009 | Mount Lemmon  | Mount Lemmon Survey | —         | MPC                           |
| 494579     | 2017 BB47  | 26 mar 2004 | Kitt Peak     | Spacewatch          | —         | MPC                           |
| 494580     | 2017 BQ54  | 7 out 2008  | Kitt Peak     | Spacewatch          | —         | MPC                           |
| 494581     | 2017 BC58  | 8 jan 2007  | Mount Lemmon  | Mount Lemmon Survey | —         | MPC                           |
| 494582     | 2017 BM59  | 17 jan 2013 | Haleakala     | Pan-STARRS          | —         | MPC                           |
| 494583     | 2017 BE64  | 3 out 2005  | Kitt Peak     | Spacewatch          | —         | MPC                           |
| 494584     | 2017 BH65  | 27 jan 2006 | Catalina      | CSS                 | —         | MPC                           |
| 494585     | 2017 BF68  | 30 nov 2005 | Mount Lemmon  | Mount Lemmon Survey | —         | MPC                           |
| 494586     | 2017 BW73  | 27 out 2005 | Kitt Peak     | Spacewatch          | —         | MPC                           |
| 494587     | 2017 BK85  | 17 nov 2011 | Mount Lemmon  | Mount Lemmon Survey | —         | MPC                           |
| 494588     | 2017 BU87  | 21 ago 2006 | Kitt Peak     | Spacewatch          | —         | MPC                           |
| 494589     | 2017 BH88  | 2 fev 2006  | Mount Lemmon  | Mount Lemmon Survey | —         | MPC                           |
| 494590     | 2017 BU89  | 18 fev 2010 | Mount Lemmon  | Mount Lemmon Survey | —         | MPC                           |
| 494591     | 2017 BD94  | 18 set 2003 | Kitt Peak     | Spacewatch          | —         | MPC                           |
| 494592     | 2017 BQ101 | 30 jul 2008 | Kitt Peak     | Spacewatch          | —         | MPC                           |
| 494593     | 2017 BL102 | 31 out 2008 | Mount Lemmon  | Mount Lemmon Survey | —         | MPC                           |
| 494594     | 2017 BP102 | 4 abr 2008  | Mount Lemmon  | Mount Lemmon Survey | Eos       | MPC                           |
| 494595     | 2017 BR102 | 28 jul 2011 | Siding Spring | SSS                 | —         | MPC                           |
| 494596     | 2017 BK107 | 3 out 2008  | Mount Lemmon  | Mount Lemmon Survey | —         | MPC                           |
| 494597     | 2017 BY109 | 13 mar 2007 | Mount Lemmon  | Mount Lemmon Survey | —         | MPC                           |
| 494598     | 2017 BA110 | 5 dez 2005  | Mount Lemmon  | Mount Lemmon Survey | —         | MPC                           |
| 494599     | 2017 BJ111 | 5 set 2010  | Mount Lemmon  | Mount Lemmon Survey | Phocaea   | MPC                           |
| 494600     | 2017 BS111 | 26 dez 2011 | Mount Lemmon  | Mount Lemmon Survey | —         | MPC                           |

## 494601–494700
| Designação | Designação | Descoberta  | Descoberta        | Descobridor(es)     | Categoria | Mais informações / Referência |
| Permanente | Provisória | Data        | Local             | Descobridor(es)     | Categoria | Mais informações / Referência |
| ---------- | ---------- | ----------- | ----------------- | ------------------- | --------- | ----------------------------- |
| 494601     | 2017 BU111 | 30 dez 2008 | Kitt Peak         | Spacewatch          | —         | MPC                           |
| 494602     | 2017 BQ112 | 4 out 2006  | Mount Lemmon      | Mount Lemmon Survey | —         | MPC                           |
| 494603     | 2017 BB114 | 13 fev 2009 | Catalina          | CSS                 | —         | MPC                           |
| 494604     | 2017 BL116 | 15 dez 2004 | Kitt Peak         | Spacewatch          | —         | MPC                           |
| 494605     | 2017 BG121 | 8 out 2008  | Mount Lemmon      | Mount Lemmon Survey | —         | MPC                           |
| 494606     | 2017 BN122 | 31 dez 1999 | Kitt Peak         | Spacewatch          | —         | MPC                           |
| 494607     | 2017 BJ124 | 18 dez 2007 | Mount Lemmon      | Mount Lemmon Survey | —         | MPC                           |
| 494608     | 2017 BS124 | 11 set 2004 | Kitt Peak         | Spacewatch          | —         | MPC                           |
| 494609     | 2017 BU124 | 11 nov 2007 | Mount Lemmon      | Mount Lemmon Survey | —         | MPC                           |
| 494610     | 2017 BV124 | 20 abr 2007 | Kitt Peak         | Spacewatch          | —         | MPC                           |
| 494611     | 2017 BJ125 | 31 ago 1998 | Kitt Peak         | Spacewatch          | —         | MPC                           |
| 494612     | 2017 BR129 | 10 out 1996 | Kitt Peak         | Spacewatch          | —         | MPC                           |
| 494613     | 2017 BL132 | 23 out 2006 | Mount Lemmon      | Mount Lemmon Survey | —         | MPC                           |
| 494614     | 2017 BC133 | 27 ago 2011 | Haleakala         | Pan-STARRS          | —         | MPC                           |
| 494615     | 2017 BD133 | 19 jun 2013 | Haleakala         | Pan-STARRS          | —         | MPC                           |
| 494616     | 2017 BF133 | 10 mar 2007 | Kitt Peak         | Spacewatch          | —         | MPC                           |
| 494617     | 2017 BC135 | 2 nov 2008  | Mount Lemmon      | Mount Lemmon Survey | —         | MPC                           |
| 494618     | 2017 CN    | 1 fev 2009  | Catalina          | CSS                 | —         | MPC                           |
| 494619     | 2017 CW2   | 6 dez 2005  | Mount Lemmon      | Mount Lemmon Survey | —         | MPC                           |
| 494620     | 2017 CY2   | 22 jan 2004 | Socorro           | LINEAR              | —         | MPC                           |
| 494621     | 2017 CF3   | 12 nov 2010 | Mount Lemmon      | Mount Lemmon Survey | —         | MPC                           |
| 494622     | 2017 CS3   | 30 jan 2004 | Anderson Mesa     | LONEOS              | —         | MPC                           |
| 494623     | 2017 CR4   | 7 mai 2006  | Kitt Peak         | Spacewatch          | —         | MPC                           |
| 494624     | 2017 CN7   | 9 fev 2008  | Mount Lemmon      | Mount Lemmon Survey | —         | MPC                           |
| 494625     | 2017 CL10  | 25 dez 2005 | Kitt Peak         | Spacewatch          | —         | MPC                           |
| 494626     | 2017 CZ10  | 25 jul 2015 | Haleakala         | Pan-STARRS          | —         | MPC                           |
| 494627     | 2017 CC12  | 19 jan 2013 | Mount Lemmon      | Mount Lemmon Survey | Phocaea   | MPC                           |
| 494628     | 2017 CU12  | 28 set 2008 | Mount Lemmon      | Mount Lemmon Survey | —         | MPC                           |
| 494629     | 2017 CP13  | 2 fev 2006  | Kitt Peak         | Spacewatch          | —         | MPC                           |
| 494630     | 2017 CW21  | 17 jan 2007 | Kitt Peak         | Spacewatch          | —         | MPC                           |
| 494631     | 2017 CN27  | 10 out 2007 | Mount Lemmon      | Mount Lemmon Survey | —         | MPC                           |
| 494632     | 2017 CB28  | 26 mar 2007 | Mount Lemmon      | Mount Lemmon Survey | —         | MPC                           |
| 494633     | 2017 CP29  | 12 fev 2008 | Mount Lemmon      | Mount Lemmon Survey | —         | MPC                           |
| 494634     | 2017 CF30  | 10 jan 2008 | Kitt Peak         | Spacewatch          | —         | MPC                           |
| 494635     | 2017 CO30  | 20 jan 2010 | WISE              | WISE                | —         | MPC                           |
| 494636     | 2017 DN7   | 5 abr 2010  | WISE              | WISE                | —         | MPC                           |
| 494637     | 2017 DD9   | 10 nov 2004 | Kitt Peak         | Spacewatch          | —         | MPC                           |
| 494638     | 2017 DH12  | 10 nov 2004 | Kitt Peak         | Spacewatch          | —         | MPC                           |
| 494639     | 2017 DM31  | 23 jan 2006 | Kitt Peak         | Spacewatch          | —         | MPC                           |
| 494640     | 2017 DU31  | 2 set 2008  | Kitt Peak         | Spacewatch          | —         | MPC                           |
| 494641     | 2017 DQ45  | 22 ago 2004 | Kitt Peak         | Spacewatch          | Juno      | MPC                           |
| 494642     | 2017 DG48  | 25 fev 2006 | Kitt Peak         | Spacewatch          | —         | MPC                           |
| 494643     | 2017 DU70  | 27 ago 2009 | Kitt Peak         | Spacewatch          | —         | MPC                           |
| 494644     | 2017 DE73  | 14 mar 2004 | Kitt Peak         | Spacewatch          | —         | MPC                           |
| 494645     | 2017 DE76  | 14 mar 2004 | Kitt Peak         | Spacewatch          | Phocaea   | MPC                           |
| 494646     | 2017 DS77  | 10 out 2007 | Mount Lemmon      | Mount Lemmon Survey | —         | MPC                           |
| 494647     | 2017 DX78  | 26 out 2008 | Mount Lemmon      | Mount Lemmon Survey | —         | MPC                           |
| 494648     | 2017 DH79  | 5 mar 1994  | Kitt Peak         | Spacewatch          | —         | MPC                           |
| 494649     | 2017 DJ79  | 15 dez 2009 | Mount Lemmon      | Mount Lemmon Survey | —         | MPC                           |
| 494650     | 2017 DZ83  | 20 fev 2006 | Kitt Peak         | Spacewatch          | —         | MPC                           |
| 494651     | 2017 DF85  | 14 abr 2002 | Socorro           | LINEAR              | —         | MPC                           |
| 494652     | 2017 DM94  | 11 jan 1999 | Kitt Peak         | Spacewatch          | —         | MPC                           |
| 494653     | 2017 DH107 | 24 dez 2005 | Kitt Peak         | Spacewatch          | —         | MPC                           |
| 494654     | 1995 ST28  | 20 set 1995 | Kitt Peak         | Spacewatch          | —         | MPC                           |
| 494655     | 1998 WX38  | 15 nov 1998 | Kitt Peak         | Spacewatch          | Vesta     | MPC                           |
| 494656     | 2000 CD127 | 1 fev 2000  | Kitt Peak         | Spacewatch          | —         | MPC                           |
| 494657     | 2000 TP40  | 1 out 2000  | Socorro           | LINEAR              | —         | MPC                           |
| 494658     | 2000 UG11  | 25 out 2000 | Socorro           | LINEAR              | —         | MPC                           |
| 494659     | 2000 YQ13  | 21 dez 2000 | Kitt Peak         | Spacewatch          | —         | MPC                           |
| 494660     | 2001 RP47  | 12 set 2001 | Socorro           | LINEAR              | —         | MPC                           |
| 494661     | 2001 RO75  | 10 set 2001 | Socorro           | LINEAR              | —         | MPC                           |
| 494662     | 2001 RT100 | 12 set 2001 | Socorro           | LINEAR              | —         | MPC                           |
| 494663     | 2001 SG117 | 24 ago 2001 | Anderson Mesa     | LONEOS              | —         | MPC                           |
| 494664     | 2001 TZ18  | 19 ago 2001 | Socorro           | LINEAR              | —         | MPC                           |
| 494665     | 2001 TQ84  | 14 out 2001 | Socorro           | LINEAR              | —         | MPC                           |
| 494666     | 2001 UT31  | 16 out 2001 | Socorro           | LINEAR              | —         | MPC                           |
| 494667     | 2001 WX1   | 24 ago 2001 | Socorro           | LINEAR              | —         | MPC                           |
| 494668     | 2002 AH19  | 9 dez 2001  | Socorro           | LINEAR              | —         | MPC                           |
| 494669     | 2002 CG226 | 19 dez 2001 | Socorro           | LINEAR              | —         | MPC                           |
| 494670     | 2002 MQ1   | 18 jun 2002 | Socorro           | LINEAR              | —         | MPC                           |
| 494671     | 2002 QK81  | 30 ago 2002 | Palomar           | NEAT                | —         | MPC                           |
| 494672     | 2002 RE267 | 14 set 2002 | Palomar           | NEAT                | —         | MPC                           |
| 494673     | 2002 SM61  | 16 set 2002 | Palomar           | NEAT                | —         | MPC                           |
| 494674     | 2002 TC311 | 4 out 2002  | Apache Point      | SDSS                | —         | MPC                           |
| 494675     | 2002 VX14  | 6 nov 2002  | Needville         | Needville Obs.      | —         | MPC                           |
| 494676     | 2002 VD111 | 6 nov 2002  | Anderson Mesa     | LONEOS              | —         | MPC                           |
| 494677     | 2003 SJ111 | 18 set 2003 | Kitt Peak         | Spacewatch          | —         | MPC                           |
| 494678     | 2003 SQ116 | 16 set 2003 | Kitt Peak         | Spacewatch          | —         | MPC                           |
| 494679     | 2003 SZ197 | 21 set 2003 | Anderson Mesa     | LONEOS              | —         | MPC                           |
| 494680     | 2003 SC393 | 26 set 2003 | Apache Point      | SDSS                | —         | MPC                           |
| 494681     | 2003 SE427 | 16 set 2003 | Kitt Peak         | Spacewatch          | —         | MPC                           |
| 494682     | 2003 TJ54  | 19 set 2003 | Campo Imperatore  | CINEOS              | —         | MPC                           |
| 494683     | 2003 WJ15  | 19 out 2003 | Kitt Peak         | Spacewatch          | —         | MPC                           |
| 494684     | 2003 WO163 | 30 nov 2003 | Kitt Peak         | Spacewatch          | —         | MPC                           |
| 494685     | 2004 BK77  | 22 jan 2004 | Socorro           | LINEAR              | —         | MPC                           |
| 494686     | 2004 CD50  | 12 fev 2004 | Kitt Peak         | Spacewatch          | —         | MPC                           |
| 494687     | 2004 ED25  | 15 mar 2004 | Socorro           | LINEAR              | —         | MPC                           |
| 494688     | 2004 FN53  | 17 mar 2004 | Kitt Peak         | Spacewatch          | —         | MPC                           |
| 494689     | 2004 JR    | 9 mai 2004  | Socorro           | LINEAR              | —         | MPC                           |
| 494690     | 2004 JQ1   | 11 mai 2004 | Socorro           | LINEAR              | —         | MPC                           |
| 494691     | 2004 MB2   | 28 mai 2004 | Kitt Peak         | Spacewatch          | —         | MPC                           |
| 494692     | 2004 PL26  | 8 ago 2004  | Bergisch Gladbach | W. Bickel           | —         | MPC                           |
| 494693     | 2004 PT63  | 10 ago 2004 | Socorro           | LINEAR              | —         | MPC                           |
| 494694     | 2004 RS96  | 8 set 2004  | Palomar           | NEAT                | —         | MPC                           |
| 494695     | 2004 RR328 | 15 set 2004 | Anderson Mesa     | LONEOS              | —         | MPC                           |
| 494696     | 2004 RN335 | 13 set 2004 | Palomar           | NEAT                | —         | MPC                           |
| 494697     | 2004 SW55  | 24 set 2004 | Siding Spring     | SSS                 | —         | MPC                           |
| 494698     | 2004 TL13  | 8 out 2004  | Socorro           | LINEAR              | —         | MPC                           |
| 494699     | 2004 TS92  | 5 out 2004  | Kitt Peak         | Spacewatch          | —         | MPC                           |
| 494700     | 2004 TR100 | 7 set 2004  | Socorro           | LINEAR              | —         | MPC                           |

## 494701–494800
| Designação | Designação | Descoberta  | Descoberta    | Descobridor(es)     | Categoria | Mais informações / Referência |
| Permanente | Provisória | Data        | Local         | Descobridor(es)     | Categoria | Mais informações / Referência |
| ---------- | ---------- | ----------- | ------------- | ------------------- | --------- | ----------------------------- |
| 494701     | 2004 TF242 | 8 out 2004  | Socorro       | LINEAR              | —         | MPC                           |
| 494702     | 2004 VK59  | 9 nov 2004  | Catalina      | CSS                 | —         | MPC                           |
| 494703     | 2004 XN62  | 14 dez 2004 | Socorro       | LINEAR              | —         | MPC                           |
| 494704     | 2004 YK36  | 21 dez 2004 | Catalina      | CSS                 | —         | MPC                           |
| 494705     | 2005 ED76  | 3 mar 2005  | Kitt Peak     | Spacewatch          | —         | MPC                           |
| 494706     | 2005 GL9   | 3 abr 2005  | Socorro       | LINEAR              | —         | MPC                           |
| 494707     | 2005 GD219 | 10 mar 2005 | Catalina      | CSS                 | —         | MPC                           |
| 494708     | 2005 JY74  | 8 mai 2005  | Anderson Mesa | LONEOS              | —         | MPC                           |
| 494709     | 2005 LP19  | 8 jun 2005  | Kitt Peak     | Spacewatch          | —         | MPC                           |
| 494710     | 2005 MO13  | 30 jun 2005 | Catalina      | CSS                 | —         | MPC                           |
| 494711     | 2005 NL85  | 20 mai 2005 | Mount Lemmon  | Mount Lemmon Survey | —         | MPC                           |
| 494712     | 2005 NG122 | 4 jul 2005  | Kitt Peak     | Spacewatch          | —         | MPC                           |
| 494713     | 2005 OU2   | 29 jul 2005 | Siding Spring | SSS                 | —         | MPC                           |
| 494714     | 2005 QS40  | 26 ago 2005 | Palomar       | NEAT                | —         | MPC                           |
| 494715     | 2005 QB82  | 28 ago 2005 | Anderson Mesa | LONEOS              | —         | MPC                           |
| 494716     | 2005 SQ89  | 24 set 2005 | Kitt Peak     | Spacewatch          | —         | MPC                           |
| 494717     | 2005 SE121 | 29 set 2005 | Kitt Peak     | Spacewatch          | —         | MPC                           |
| 494718     | 2005 SF151 | 25 set 2005 | Kitt Peak     | Spacewatch          | —         | MPC                           |
| 494719     | 2005 SD171 | 29 set 2005 | Kitt Peak     | Spacewatch          | —         | MPC                           |
| 494720     | 2005 SM171 | 29 set 2005 | Kitt Peak     | Spacewatch          | —         | MPC                           |
| 494721     | 2005 SO191 | 23 set 2005 | Kitt Peak     | Spacewatch          | —         | MPC                           |
| 494722     | 2005 SD233 | 30 set 2005 | Mount Lemmon  | Mount Lemmon Survey | —         | MPC                           |
| 494723     | 2005 SA245 | 30 set 2005 | Mount Lemmon  | Mount Lemmon Survey | —         | MPC                           |
| 494724     | 2005 SX256 | 22 set 2005 | Palomar       | NEAT                | —         | MPC                           |
| 494725     | 2005 SR289 | 29 set 2005 | Mount Lemmon  | Mount Lemmon Survey | —         | MPC                           |
| 494726     | 2005 TF3   | 1 out 2005  | Socorro       | LINEAR              | —         | MPC                           |
| 494727     | 2005 TL183 | 7 out 2005  | Anderson Mesa | LONEOS              | —         | MPC                           |
| 494728     | 2005 UA5   | 25 out 2005 | Kitt Peak     | Spacewatch          | —         | MPC                           |
| 494729     | 2005 UG38  | 24 out 2005 | Kitt Peak     | Spacewatch          | —         | MPC                           |
| 494730     | 2005 UT50  | 23 out 2005 | Catalina      | CSS                 | —         | MPC                           |
| 494731     | 2005 UR74  | 23 out 2005 | Palomar       | NEAT                | —         | MPC                           |
| 494732     | 2005 UV107 | 22 out 2005 | Kitt Peak     | Spacewatch          | —         | MPC                           |
| 494733     | 2005 UF115 | 23 out 2005 | Kitt Peak     | Spacewatch          | —         | MPC                           |
| 494734     | 2005 UC133 | 25 out 2005 | Kitt Peak     | Spacewatch          | —         | MPC                           |
| 494735     | 2005 UA242 | 25 out 2005 | Kitt Peak     | Spacewatch          | —         | MPC                           |
| 494736     | 2005 UC337 | 30 set 2005 | Mount Lemmon  | Mount Lemmon Survey | —         | MPC                           |
| 494737     | 2005 UP395 | 1 out 2005  | Mount Lemmon  | Mount Lemmon Survey | —         | MPC                           |
| 494738     | 2005 UC431 | 28 out 2005 | Kitt Peak     | Spacewatch          | —         | MPC                           |
| 494739     | 2005 UA454 | 30 out 2005 | Kitt Peak     | Spacewatch          | —         | MPC                           |
| 494740     | 2005 UA511 | 26 out 2005 | Kitt Peak     | Spacewatch          | —         | MPC                           |
| 494741     | 2005 UP520 | 26 out 2005 | Apache Point  | A. C. Becker        | —         | MPC                           |
| 494742     | 2005 VM    | 24 out 2005 | Kitt Peak     | Spacewatch          | —         | MPC                           |
| 494743     | 2005 VF17  | 28 out 2005 | Catalina      | CSS                 | —         | MPC                           |
| 494744     | 2005 VG60  | 31 out 2005 | Mount Lemmon  | Mount Lemmon Survey | —         | MPC                           |
| 494745     | 2005 VE84  | 27 out 2005 | Kitt Peak     | Spacewatch          | —         | MPC                           |
| 494746     | 2005 WQ56  | 30 out 2005 | Socorro       | LINEAR              | —         | MPC                           |
| 494747     | 2005 WG65  | 25 out 2005 | Kitt Peak     | Spacewatch          | —         | MPC                           |
| 494748     | 2005 WU119 | 29 nov 2005 | Kitt Peak     | Spacewatch          | —         | MPC                           |
| 494749     | 2005 WL172 | 5 nov 2005  | Kitt Peak     | Spacewatch          | —         | MPC                           |
| 494750     | 2005 WZ180 | 1 nov 2005  | Catalina      | CSS                 | —         | MPC                           |
| 494751     | 2005 WG186 | 29 nov 2005 | Mount Lemmon  | Mount Lemmon Survey | —         | MPC                           |
| 494752     | 2005 WJ197 | 26 out 2005 | Kitt Peak     | Spacewatch          | —         | MPC                           |
| 494753     | 2005 YJ9   | 21 dez 2005 | Kitt Peak     | Spacewatch          | —         | MPC                           |
| 494754     | 2005 YU141 | 28 dez 2005 | Mount Lemmon  | Mount Lemmon Survey | —         | MPC                           |
| 494755     | 2005 YR143 | 28 dez 2005 | Mount Lemmon  | Mount Lemmon Survey | —         | MPC                           |
| 494756     | 2005 YE291 | 25 dez 2005 | Kitt Peak     | Spacewatch          | —         | MPC                           |
| 494757     | 2006 BZ92  | 26 jan 2006 | Kitt Peak     | Spacewatch          | —         | MPC                           |
| 494758     | 2006 BO108 | 25 jan 2006 | Kitt Peak     | Spacewatch          | —         | MPC                           |
| 494759     | 2006 BH279 | 23 jan 2006 | Mount Lemmon  | Mount Lemmon Survey | —         | MPC                           |
| 494760     | 2006 DX12  | 6 dez 2005  | Mount Lemmon  | Mount Lemmon Survey | —         | MPC                           |
| 494761     | 2006 DE23  | 20 fev 2006 | Kitt Peak     | Spacewatch          | —         | MPC                           |
| 494762     | 2006 DX108 | 25 fev 2006 | Mount Lemmon  | Mount Lemmon Survey | —         | MPC                           |
| 494763     | 2006 DD133 | 25 fev 2006 | Kitt Peak     | Spacewatch          | —         | MPC                           |
| 494764     | 2006 FU17  | 23 mar 2006 | Kitt Peak     | Spacewatch          | —         | MPC                           |
| 494765     | 2006 GU34  | 2 abr 2006  | Anderson Mesa | LONEOS              | —         | MPC                           |
| 494766     | 2006 HH12  | 19 abr 2006 | Kitt Peak     | Spacewatch          | —         | MPC                           |
| 494767     | 2006 HQ26  | 20 abr 2006 | Kitt Peak     | Spacewatch          | —         | MPC                           |
| 494768     | 2006 HE73  | 25 abr 2006 | Kitt Peak     | Spacewatch          | —         | MPC                           |
| 494769     | 2006 HQ85  | 27 abr 2006 | Kitt Peak     | Spacewatch          | —         | MPC                           |
| 494770     | 2006 HM102 | 30 abr 2006 | Kitt Peak     | Spacewatch          | —         | MPC                           |
| 494771     | 2006 JG3   | 2 mai 2006  | Mount Lemmon  | Mount Lemmon Survey | —         | MPC                           |
| 494772     | 2006 JD15  | 2 abr 2006  | Kitt Peak     | Spacewatch          | —         | MPC                           |
| 494773     | 2006 JE27  | 1 mai 2006  | Kitt Peak     | Spacewatch          | —         | MPC                           |
| 494774     | 2006 JF33  | 25 abr 2006 | Kitt Peak     | Spacewatch          | —         | MPC                           |
| 494775     | 2006 KL26  | 20 mai 2006 | Kitt Peak     | Spacewatch          | —         | MPC                           |
| 494776     | 2006 KS32  | 20 mai 2006 | Kitt Peak     | Spacewatch          | —         | MPC                           |
| 494777     | 2006 KN44  | 21 mai 2006 | Kitt Peak     | Spacewatch          | —         | MPC                           |
| 494778     | 2006 KX70  | 4 mai 2006  | Kitt Peak     | Spacewatch          | —         | MPC                           |
| 494779     | 2006 KC94  | 7 mai 2006  | Mount Lemmon  | Mount Lemmon Survey | —         | MPC                           |
| 494780     | 2006 QN72  | 21 ago 2006 | Kitt Peak     | Spacewatch          | —         | MPC                           |
| 494781     | 2006 SR86  | 14 set 2006 | Kitt Peak     | Spacewatch          | —         | MPC                           |
| 494782     | 2006 SX117 | 24 set 2006 | Kitt Peak     | Spacewatch          | —         | MPC                           |
| 494783     | 2006 SL366 | 30 set 2006 | Mount Lemmon  | Mount Lemmon Survey | —         | MPC                           |
| 494784     | 2006 TN37  | 12 out 2006 | Kitt Peak     | Spacewatch          | —         | MPC                           |
| 494785     | 2006 TJ44  | 25 set 2006 | Mount Lemmon  | Mount Lemmon Survey | —         | MPC                           |
| 494786     | 2006 TL67  | 17 set 2006 | Catalina      | CSS                 | —         | MPC                           |
| 494787     | 2006 TF83  | 2 out 2006  | Mount Lemmon  | Mount Lemmon Survey | —         | MPC                           |
| 494788     | 2006 TD126 | 2 out 2006  | Mount Lemmon  | Mount Lemmon Survey | —         | MPC                           |
| 494789     | 2006 UB61  | 4 out 2006  | Mount Lemmon  | Mount Lemmon Survey | —         | MPC                           |
| 494790     | 2006 UR169 | 30 set 2006 | Catalina      | CSS                 | —         | MPC                           |
| 494791     | 2006 UW217 | 28 out 2006 | Mount Lemmon  | Mount Lemmon Survey | —         | MPC                           |
| 494792     | 2006 UY282 | 16 out 2006 | Kitt Peak     | Spacewatch          | —         | MPC                           |
| 494793     | 2006 UU336 | 21 out 2006 | Kitt Peak     | Spacewatch          | —         | MPC                           |
| 494794     | 2006 VU13  | 23 out 2006 | Catalina      | CSS                 | —         | MPC                           |
| 494795     | 2006 WM175 | 11 nov 2006 | Kitt Peak     | Spacewatch          | —         | MPC                           |
| 494796     | 2006 WV181 | 19 nov 2006 | Kitt Peak     | Spacewatch          | —         | MPC                           |
| 494797     | 2006 XY9   | 9 dez 2006  | Kitt Peak     | Spacewatch          | —         | MPC                           |
| 494798     | 2006 XL59  | 14 dez 2006 | Kitt Peak     | Spacewatch          | —         | MPC                           |
| 494799     | 2006 YV18  | 23 dez 2006 | Mount Lemmon  | Mount Lemmon Survey | —         | MPC                           |
| 494800     | 2006 YV42  | 23 dez 2006 | Catalina      | CSS                 | —         | MPC                           |

## 494801–494900
| Designação | Designação | Descoberta  | Descoberta    | Descobridor(es)     | Categoria | Mais informações / Referência |
| Permanente | Provisória | Data        | Local         | Descobridor(es)     | Categoria | Mais informações / Referência |
| ---------- | ---------- | ----------- | ------------- | ------------------- | --------- | ----------------------------- |
| 494801     | 2007 AA17  | 21 nov 2006 | Mount Lemmon  | Mount Lemmon Survey | —         | MPC                           |
| 494802     | 2007 BS17  | 17 jan 2007 | Catalina      | CSS                 | —         | MPC                           |
| 494803     | 2007 CU36  | 10 jan 2007 | Mount Lemmon  | Mount Lemmon Survey | —         | MPC                           |
| 494804     | 2007 DU69  | 16 nov 2006 | Mount Lemmon  | Mount Lemmon Survey | —         | MPC                           |
| 494805     | 2007 DS85  | 21 fev 2007 | Mount Lemmon  | Mount Lemmon Survey | —         | MPC                           |
| 494806     | 2007 HZ39  | 16 mar 2007 | Mount Lemmon  | Mount Lemmon Survey | —         | MPC                           |
| 494807     | 2007 JF37  | 25 abr 2007 | Kitt Peak     | Spacewatch          | —         | MPC                           |
| 494808     | 2007 LV37  | 12 jun 2007 | Kitt Peak     | Spacewatch          | —         | MPC                           |
| 494809     | 2007 RH143 | 18 jul 2007 | Mount Lemmon  | Mount Lemmon Survey | —         | MPC                           |
| 494810     | 2007 RB150 | 13 set 2007 | Catalina      | CSS                 | Juno      | MPC                           |
| 494811     | 2007 RE155 | 10 set 2007 | Kitt Peak     | Spacewatch          | —         | MPC                           |
| 494812     | 2007 RS202 | 13 set 2007 | Kitt Peak     | Spacewatch          | —         | MPC                           |
| 494813     | 2007 RF239 | 5 set 2007  | Catalina      | CSS                 | —         | MPC                           |
| 494814     | 2007 RC278 | 5 set 2007  | Catalina      | CSS                 | —         | MPC                           |
| 494815     | 2007 RA308 | 25 abr 2006 | Kitt Peak     | Spacewatch          | —         | MPC                           |
| 494816     | 2007 SG    | 4 set 2007  | Catalina      | CSS                 | —         | MPC                           |
| 494817     | 2007 SD22  | 24 set 2007 | Kitt Peak     | Spacewatch          | —         | MPC                           |
| 494818     | 2007 TX10  | 13 set 2007 | Mount Lemmon  | Mount Lemmon Survey | —         | MPC                           |
| 494819     | 2007 TP39  | 6 out 2007  | Kitt Peak     | Spacewatch          | —         | MPC                           |
| 494820     | 2007 TK43  | 10 set 2007 | Mount Lemmon  | Mount Lemmon Survey | —         | MPC                           |
| 494821     | 2007 TN80  | 21 set 2007 | XuYi          | PMO NEO             | —         | MPC                           |
| 494822     | 2007 TT104 | 15 set 2007 | Mount Lemmon  | Mount Lemmon Survey | —         | MPC                           |
| 494823     | 2007 TC110 | 7 out 2007  | Catalina      | CSS                 | —         | MPC                           |
| 494824     | 2007 TA137 | 15 set 2007 | Catalina      | CSS                 | —         | MPC                           |
| 494825     | 2007 TT145 | 10 set 2007 | Kitt Peak     | Spacewatch          | —         | MPC                           |
| 494826     | 2007 TE165 | 8 out 2007  | Catalina      | CSS                 | —         | MPC                           |
| 494827     | 2007 TF199 | 8 out 2007  | Kitt Peak     | Spacewatch          | —         | MPC                           |
| 494828     | 2007 TP229 | 8 out 2007  | Kitt Peak     | Spacewatch          | —         | MPC                           |
| 494829     | 2007 TM248 | 10 out 2007 | Anderson Mesa | LONEOS              | —         | MPC                           |
| 494830     | 2007 TG253 | 12 set 2007 | Mount Lemmon  | Mount Lemmon Survey | —         | MPC                           |
| 494831     | 2007 TJ288 | 18 set 2007 | Anderson Mesa | LONEOS              | —         | MPC                           |
| 494832     | 2007 TS298 | 12 out 2007 | Kitt Peak     | Spacewatch          | —         | MPC                           |
| 494833     | 2007 TW299 | 8 out 2007  | Kitt Peak     | Spacewatch          | Juno      | MPC                           |
| 494834     | 2007 TO428 | 11 out 2007 | Catalina      | CSS                 | —         | MPC                           |
| 494835     | 2007 TD431 | 10 out 2007 | Kitt Peak     | Spacewatch          | —         | MPC                           |
| 494836     | 2007 UR9   | 18 set 2007 | Anderson Mesa | LONEOS              | —         | MPC                           |
| 494837     | 2007 UM96  | 30 out 2007 | Kitt Peak     | Spacewatch          | —         | MPC                           |
| 494838     | 2007 UU104 | 30 out 2007 | Kitt Peak     | Spacewatch          | —         | MPC                           |
| 494839     | 2007 VL334 | 13 nov 2007 | Kitt Peak     | Spacewatch          | —         | MPC                           |
| 494840     | 2007 WJ1   | 13 nov 2007 | Kitt Peak     | Spacewatch          | —         | MPC                           |
| 494841     | 2007 XC16  | 14 out 2007 | Socorro       | LINEAR              | —         | MPC                           |
| 494842     | 2007 YH14  | 3 nov 2007  | Mount Lemmon  | Mount Lemmon Survey | —         | MPC                           |
| 494843     | 2008 AO25  | 10 jan 2008 | Mount Lemmon  | Mount Lemmon Survey | —         | MPC                           |
| 494844     | 2008 AN28  | 10 jan 2008 | Mount Lemmon  | Mount Lemmon Survey | —         | MPC                           |
| 494845     | 2008 AQ33  | 30 dez 2007 | Catalina      | CSS                 | —         | MPC                           |
| 494846     | 2008 AY76  | 12 jan 2008 | Kitt Peak     | Spacewatch          | —         | MPC                           |
| 494847     | 2008 CO5   | 1 jan 2008  | Mount Lemmon  | Mount Lemmon Survey | —         | MPC                           |
| 494848     | 2008 CR6   | 1 fev 2008  | Kitt Peak     | Spacewatch          | —         | MPC                           |
| 494849     | 2008 CA48  | 9 out 2007  | Mount Lemmon  | Mount Lemmon Survey | —         | MPC                           |
| 494850     | 2008 CZ77  | 6 fev 2008  | XuYi          | PMO NEO             | —         | MPC                           |
| 494851     | 2008 CY137 | 1 fev 2008  | Kitt Peak     | Spacewatch          | —         | MPC                           |
| 494852     | 2008 CC154 | 9 fev 2008  | Kitt Peak     | Spacewatch          | —         | MPC                           |
| 494853     | 2008 CT205 | 2 fev 2008  | Kitt Peak     | Spacewatch          | Juno      | MPC                           |
| 494854     | 2008 CN210 | 2 fev 2008  | Catalina      | CSS                 | —         | MPC                           |
| 494855     | 2008 CX214 | 12 fev 2008 | Mount Lemmon  | Mount Lemmon Survey | —         | MPC                           |
| 494856     | 2008 DY48  | 14 fev 2008 | Catalina      | CSS                 | —         | MPC                           |
| 494857     | 2008 DD53  | 29 fev 2008 | Mount Lemmon  | Mount Lemmon Survey | —         | MPC                           |
| 494858     | 2008 EZ11  | 1 mar 2008  | Kitt Peak     | Spacewatch          | —         | MPC                           |
| 494859     | 2008 ET17  | 1 mar 2008  | Kitt Peak     | Spacewatch          | —         | MPC                           |
| 494860     | 2008 ER26  | 2 fev 2008  | Kitt Peak     | Spacewatch          | —         | MPC                           |
| 494861     | 2008 EH36  | 28 fev 2008 | Kitt Peak     | Spacewatch          | —         | MPC                           |
| 494862     | 2008 EB38  | 3 fev 2008  | Kitt Peak     | Spacewatch          | —         | MPC                           |
| 494863     | 2008 ED112 | 2 fev 2008  | Kitt Peak     | Spacewatch          | —         | MPC                           |
| 494864     | 2008 EK135 | 19 jan 2008 | Mount Lemmon  | Mount Lemmon Survey | —         | MPC                           |
| 494865     | 2008 EE141 | 29 fev 2008 | Kitt Peak     | Spacewatch          | —         | MPC                           |
| 494866     | 2008 EH167 | 13 fev 2008 | Mount Lemmon  | Mount Lemmon Survey | —         | MPC                           |
| 494867     | 2008 FY63  | 28 mar 2008 | Mount Lemmon  | Mount Lemmon Survey | Juno      | MPC                           |
| 494868     | 2008 FF125 | 30 mar 2008 | Kitt Peak     | Spacewatch          | —         | MPC                           |
| 494869     | 2008 GZ15  | 3 abr 2008  | Mount Lemmon  | Mount Lemmon Survey | —         | MPC                           |
| 494870     | 2008 GB43  | 4 abr 2008  | Mount Lemmon  | Mount Lemmon Survey | —         | MPC                           |
| 494871     | 2008 GK74  | 30 mar 2008 | Kitt Peak     | Spacewatch          | —         | MPC                           |
| 494872     | 2008 GG81  | 5 mar 2008  | Mount Lemmon  | Mount Lemmon Survey | —         | MPC                           |
| 494873     | 2008 GO93  | 7 abr 2008  | Kitt Peak     | Spacewatch          | —         | MPC                           |
| 494874     | 2008 GU96  | 8 abr 2008  | Mount Lemmon  | Mount Lemmon Survey | —         | MPC                           |
| 494875     | 2008 GW116 | 3 abr 2008  | Kitt Peak     | Spacewatch          | —         | MPC                           |
| 494876     | 2008 HX    | 24 abr 2008 | Kitt Peak     | Spacewatch          | —         | MPC                           |
| 494877     | 2008 HT1   | 6 abr 2008  | Mount Lemmon  | Mount Lemmon Survey | —         | MPC                           |
| 494878     | 2008 HD48  | 29 mar 2008 | Mount Lemmon  | Mount Lemmon Survey | —         | MPC                           |
| 494879     | 2008 HF67  | 26 abr 2008 | Mount Lemmon  | Mount Lemmon Survey | —         | MPC                           |
| 494880     | 2008 SQ7   | 23 set 2008 | Socorro       | LINEAR              | —         | MPC                           |
| 494881     | 2008 SF36  | 20 set 2008 | Kitt Peak     | Spacewatch          | —         | MPC                           |
| 494882     | 2008 SH51  | 20 set 2008 | Mount Lemmon  | Mount Lemmon Survey | —         | MPC                           |
| 494883     | 2008 SV58  | 20 set 2008 | Kitt Peak     | Spacewatch          | —         | MPC                           |
| 494884     | 2008 SZ66  | 26 ago 2008 | Črni Vrh      | J. Zakrajšek        | —         | MPC                           |
| 494885     | 2008 ST86  | 9 set 2008  | Kitt Peak     | Spacewatch          | —         | MPC                           |
| 494886     | 2008 SD106 | 21 set 2008 | Kitt Peak     | Spacewatch          | —         | MPC                           |
| 494887     | 2008 SE108 | 30 jul 2008 | Kitt Peak     | Spacewatch          | —         | MPC                           |
| 494888     | 2008 SC180 | 24 set 2008 | Mount Lemmon  | Mount Lemmon Survey | —         | MPC                           |
| 494889     | 2008 SH185 | 24 set 2008 | Kitt Peak     | Spacewatch          | —         | MPC                           |
| 494890     | 2008 SG267 | 23 set 2008 | Catalina      | CSS                 | —         | MPC                           |
| 494891     | 2008 TO9   | 23 set 2008 | Mount Lemmon  | Mount Lemmon Survey | —         | MPC                           |
| 494892     | 2008 TW135 | 26 set 2008 | Kitt Peak     | Spacewatch          | —         | MPC                           |
| 494893     | 2008 UH20  | 22 set 2008 | Kitt Peak     | Spacewatch          | —         | MPC                           |
| 494894     | 2008 UO22  | 1 out 2008  | Kitt Peak     | Spacewatch          | —         | MPC                           |
| 494895     | 2008 UA53  | 20 out 2008 | Mount Lemmon  | Mount Lemmon Survey | —         | MPC                           |
| 494896     | 2008 UC81  | 22 set 2008 | Kitt Peak     | Spacewatch          | —         | MPC                           |
| 494897     | 2008 UG97  | 25 out 2008 | Socorro       | LINEAR              | —         | MPC                           |
| 494898     | 2008 UB121 | 22 out 2008 | Kitt Peak     | Spacewatch          | —         | MPC                           |
| 494899     | 2008 UD136 | 23 out 2008 | Kitt Peak     | Spacewatch          | —         | MPC                           |
| 494900     | 2008 UJ198 | 7 set 2008  | Mount Lemmon  | Mount Lemmon Survey | —         | MPC                           |

## 494901–495000
| Designação | Designação | Descoberta  | Descoberta   | Descobridor(es)     | Categoria | Mais informações / Referência |
| Permanente | Provisória | Data        | Local        | Descobridor(es)     | Categoria | Mais informações / Referência |
| ---------- | ---------- | ----------- | ------------ | ------------------- | --------- | ----------------------------- |
| 494901     | 2008 UN199 | 30 out 2008 | Kitt Peak    | Spacewatch          | —         | MPC                           |
| 494902     | 2008 UO213 | 24 out 2008 | Kitt Peak    | Spacewatch          | —         | MPC                           |
| 494903     | 2008 UQ254 | 1 out 2008  | Catalina     | CSS                 | —         | MPC                           |
| 494904     | 2008 UK266 | 28 out 2008 | Kitt Peak    | Spacewatch          | —         | MPC                           |
| 494905     | 2008 UN282 | 28 out 2008 | Kitt Peak    | Spacewatch          | —         | MPC                           |
| 494906     | 2008 UU288 | 28 out 2008 | Mount Lemmon | Mount Lemmon Survey | —         | MPC                           |
| 494907     | 2008 UG290 | 28 out 2008 | Kitt Peak    | Spacewatch          | —         | MPC                           |
| 494908     | 2008 UA310 | 5 out 2008  | La Sagra     | Mallorca Obs.       | —         | MPC                           |
| 494909     | 2008 UX315 | 30 out 2008 | Kitt Peak    | Spacewatch          | —         | MPC                           |
| 494910     | 2008 UK358 | 26 out 2008 | Kitt Peak    | Spacewatch          | —         | MPC                           |
| 494911     | 2008 US359 | 28 out 2008 | Kitt Peak    | Spacewatch          | —         | MPC                           |
| 494912     | 2008 VH25  | 2 nov 2008  | Kitt Peak    | Spacewatch          | —         | MPC                           |
| 494913     | 2008 VO40  | 26 out 2008 | Kitt Peak    | Spacewatch          | —         | MPC                           |
| 494914     | 2008 VD43  | 22 out 2008 | Kitt Peak    | Spacewatch          | —         | MPC                           |
| 494915     | 2008 VM56  | 26 out 2008 | Kitt Peak    | Spacewatch          | —         | MPC                           |
| 494916     | 2008 VV73  | 24 fev 2006 | Kitt Peak    | Spacewatch          | —         | MPC                           |
| 494917     | 2008 WF3   | 2 out 2008  | Kitt Peak    | Spacewatch          | —         | MPC                           |
| 494918     | 2008 WQ27  | 24 out 2008 | Kitt Peak    | Spacewatch          | —         | MPC                           |
| 494919     | 2008 WU31  | 19 nov 2008 | Mount Lemmon | Mount Lemmon Survey | —         | MPC                           |
| 494920     | 2008 WC62  | 29 set 2008 | Mount Lemmon | Mount Lemmon Survey | —         | MPC                           |
| 494921     | 2008 WE80  | 20 nov 2008 | Kitt Peak    | Spacewatch          | —         | MPC                           |
| 494922     | 2008 WJ115 | 22 nov 2008 | Kitt Peak    | Spacewatch          | —         | MPC                           |
| 494923     | 2008 WW140 | 2 nov 2008  | Catalina     | CSS                 | —         | MPC                           |
| 494924     | 2008 WC141 | 26 out 2008 | Mount Lemmon | Mount Lemmon Survey | —         | MPC                           |
| 494925     | 2008 XG14  | 1 dez 2008  | Kitt Peak    | Spacewatch          | —         | MPC                           |
| 494926     | 2008 XW21  | 23 nov 2008 | Kitt Peak    | Spacewatch          | —         | MPC                           |
| 494927     | 2008 YC27  | 9 nov 2008  | Mount Lemmon | Mount Lemmon Survey | —         | MPC                           |
| 494928     | 2008 YH85  | 19 nov 2008 | Mount Lemmon | Mount Lemmon Survey | —         | MPC                           |
| 494929     | 2008 YO93  | 29 dez 2008 | Kitt Peak    | Spacewatch          | —         | MPC                           |
| 494930     | 2008 YV98  | 29 dez 2008 | Kitt Peak    | Spacewatch          | —         | MPC                           |
| 494931     | 2008 YL114 | 21 dez 2008 | Kitt Peak    | Spacewatch          | —         | MPC                           |
| 494932     | 2009 AU37  | 22 dez 2008 | Kitt Peak    | Spacewatch          | —         | MPC                           |
| 494933     | 2009 BO2   | 21 dez 2008 | Kitt Peak    | Spacewatch          | —         | MPC                           |
| 494934     | 2009 BF38  | 16 jan 2009 | Kitt Peak    | Spacewatch          | —         | MPC                           |
| 494935     | 2009 BB44  | 16 jan 2009 | Kitt Peak    | Spacewatch          | —         | MPC                           |
| 494936     | 2009 BS53  | 16 jan 2009 | Kitt Peak    | Spacewatch          | —         | MPC                           |
| 494937     | 2009 BO81  | 17 jan 2009 | Kitt Peak    | Spacewatch          | —         | MPC                           |
| 494938     | 2009 CU15  | 3 fev 2009  | Kitt Peak    | Spacewatch          | —         | MPC                           |
| 494939     | 2009 DA48  | 28 jan 2009 | Socorro      | LINEAR              | —         | MPC                           |
| 494940     | 2009 DQ60  | 22 fev 2009 | Kitt Peak    | Spacewatch          | —         | MPC                           |
| 494941     | 2009 EE13  | 14 fev 2009 | Catalina     | CSS                 | —         | MPC                           |
| 494942     | 2009 EH22  | 2 mar 2009  | Kitt Peak    | Spacewatch          | —         | MPC                           |
| 494943     | 2009 FS25  | 17 mar 2009 | Kitt Peak    | Spacewatch          | —         | MPC                           |
| 494944     | 2009 FG35  | 3 nov 2007  | Mount Lemmon | Mount Lemmon Survey | —         | MPC                           |
| 494945     | 2009 FQ52  | 29 mar 2009 | Kitt Peak    | Spacewatch          | —         | MPC                           |
| 494946     | 2009 HJ25  | 17 abr 2009 | Kitt Peak    | Spacewatch          | —         | MPC                           |
| 494947     | 2009 JV17  | 3 mai 2009  | Kitt Peak    | Spacewatch          | —         | MPC                           |
| 494948     | 2009 OE9   | 28 jul 2009 | La Sagra     | Mallorca Obs.       | —         | MPC                           |
| 494949     | 2009 OW9   | 28 jul 2009 | Tiki         | N. Teamo            | —         | MPC                           |
| 494950     | 2009 PV9   | 30 abr 2009 | Mount Lemmon | Mount Lemmon Survey | —         | MPC                           |
| 494951     | 2009 PN15  | 15 ago 2009 | Kitt Peak    | Spacewatch          | —         | MPC                           |
| 494952     | 2009 QX4   | 16 ago 2009 | La Sagra     | Mallorca Obs.       | —         | MPC                           |
| 494953     | 2009 RP14  | 12 set 2009 | Kitt Peak    | Spacewatch          | —         | MPC                           |
| 494954     | 2009 RQ18  | 17 ago 2009 | Catalina     | CSS                 | —         | MPC                           |
| 494955     | 2009 RH19  | 15 ago 2009 | Kitt Peak    | Spacewatch          | —         | MPC                           |
| 494956     | 2009 RQ58  | 15 set 2009 | Kitt Peak    | Spacewatch          | —         | MPC                           |
| 494957     | 2009 SK23  | 6 jan 2005  | Catalina     | CSS                 | —         | MPC                           |
| 494958     | 2009 SZ46  | 16 set 2009 | Kitt Peak    | Spacewatch          | —         | MPC                           |
| 494959     | 2009 SH73  | 27 ago 2009 | Kitt Peak    | Spacewatch          | —         | MPC                           |
| 494960     | 2009 SZ120 | 18 set 2009 | Kitt Peak    | Spacewatch          | —         | MPC                           |
| 494961     | 2009 SV235 | 18 set 2009 | Kitt Peak    | Spacewatch          | Vesta     | MPC                           |
| 494962     | 2009 SJ250 | 19 set 2009 | Kitt Peak    | Spacewatch          | —         | MPC                           |
| 494963     | 2009 TH9   | 29 set 2009 | Mount Lemmon | Mount Lemmon Survey | —         | MPC                           |
| 494964     | 2009 TA15  | 13 out 2009 | Socorro      | LINEAR              | —         | MPC                           |
| 494965     | 2009 TL40  | 15 out 2009 | Catalina     | CSS                 | —         | MPC                           |
| 494966     | 2009 UR82  | 18 set 2009 | Mount Lemmon | Mount Lemmon Survey | —         | MPC                           |
| 494967     | 2009 UB106 | 19 set 2009 | Mount Lemmon | Mount Lemmon Survey | —         | MPC                           |
| 494968     | 2009 UA151 | 14 mai 2008 | Mount Lemmon | Mount Lemmon Survey | —         | MPC                           |
| 494969     | 2009 VO13  | 8 nov 2009  | Mount Lemmon | Mount Lemmon Survey | —         | MPC                           |
| 494970     | 2009 VA32  | 16 set 2009 | Mount Lemmon | Mount Lemmon Survey | —         | MPC                           |
| 494971     | 2009 VB36  | 26 out 2009 | Kitt Peak    | Spacewatch          | —         | MPC                           |
| 494972     | 2009 VQ67  | 22 out 2009 | Mount Lemmon | Mount Lemmon Survey | —         | MPC                           |
| 494973     | 2009 VT96  | 8 nov 2009  | Kitt Peak    | Spacewatch          | —         | MPC                           |
| 494974     | 2009 WL78  | 10 nov 2009 | Kitt Peak    | Spacewatch          | —         | MPC                           |
| 494975     | 2009 WO106 | 26 nov 2009 | Mount Lemmon | Mount Lemmon Survey | —         | MPC                           |
| 494976     | 2009 WY135 | 23 out 2009 | Mount Lemmon | Mount Lemmon Survey | —         | MPC                           |
| 494977     | 2009 WN146 | 25 out 2009 | Mount Lemmon | Mount Lemmon Survey | —         | MPC                           |
| 494978     | 2009 WJ148 | 19 set 2009 | Mount Lemmon | Mount Lemmon Survey | —         | MPC                           |
| 494979     | 2009 WE165 | 8 nov 2009  | Kitt Peak    | Spacewatch          | —         | MPC                           |
| 494980     | 2009 WZ215 | 17 out 2009 | Mount Lemmon | Mount Lemmon Survey | —         | MPC                           |
| 494981     | 2009 WE260 | 21 nov 2009 | Mount Lemmon | Mount Lemmon Survey | —         | MPC                           |
| 494982     | 2009 XR14  | 15 dez 2009 | Mount Lemmon | Mount Lemmon Survey | —         | MPC                           |
| 494983     | 2010 AW33  | 7 jan 2010  | Kitt Peak    | Spacewatch          | —         | MPC                           |
| 494984     | 2010 AJ37  | 7 jan 2010  | Kitt Peak    | Spacewatch          | —         | MPC                           |
| 494985     | 2010 AS41  | 6 jan 2010  | Catalina     | CSS                 | —         | MPC                           |
| 494986     | 2010 AO55  | 8 jan 2010  | Kitt Peak    | Spacewatch          | —         | MPC                           |
| 494987     | 2010 BK86  | 8 nov 2009  | Mount Lemmon | Mount Lemmon Survey | —         | MPC                           |
| 494988     | 2010 CC2   | 5 fev 2010  | Catalina     | CSS                 | —         | MPC                           |
| 494989     | 2010 CY108 | 14 fev 2010 | Mount Lemmon | Mount Lemmon Survey | —         | MPC                           |
| 494990     | 2010 CZ117 | 12 jan 2010 | Kitt Peak    | Spacewatch          | —         | MPC                           |
| 494991     | 2010 CM229 | 9 fev 2010  | WISE         | WISE                | —         | MPC                           |
| 494992     | 2010 EL77  | 31 jan 2003 | Kitt Peak    | Spacewatch          | —         | MPC                           |
| 494993     | 2010 EB100 | 14 mar 2010 | Kitt Peak    | Spacewatch          | —         | MPC                           |
| 494994     | 2010 FU29  | 17 mar 2010 | Kitt Peak    | Spacewatch          | —         | MPC                           |
| 494995     | 2010 GP97  | 7 abr 2010  | Kitt Peak    | Spacewatch          | —         | MPC                           |
| 494996     | 2010 HD76  | 28 abr 2010 | WISE         | WISE                | —         | MPC                           |
| 494997     | 2010 HY113 | 27 mai 2000 | Socorro      | LINEAR              | —         | MPC                           |
| 494998     | 2010 JR31  | 5 mai 2010  | Tzec Maun    | E. Schwab           | —         | MPC                           |
| 494999     | 2010 JU39  | 9 mai 2010  | Mount Lemmon | Mount Lemmon Survey | —         | MPC                           |
| 495000     | 2010 JF46  | 7 fev 2010  | WISE         | WISE                | —         | MPC                           |